# Нариманов, Нариман Наджаф оглы
Нарима́н Наджа́ф оглы́ Нарима́нов (азерб. Nəriman Nəcəf oğlu Nərimanov; 14 апреля 1870 — 19 марта 1925) — азербайджанский и советский писатель, крупный общественный и политический деятель, большевик, народный комиссар иностранных дел Азербайджанской ССР (1920—1921), председатель СНК Азербайджанской ССР (1920—1922).

## Биография

### Ранние годы

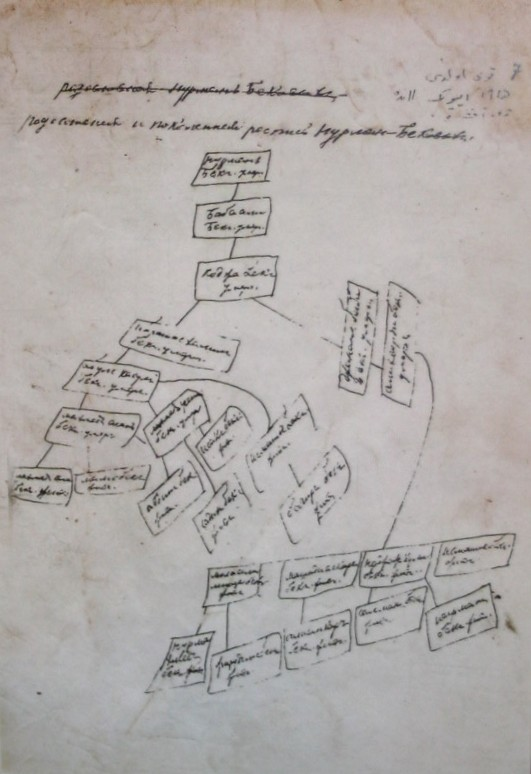
Генеалогическое древо Наримановых, написанное рукою самого Н. Нариманова. Дом-музей в Тбилиси

Нариман Нариманов родился 2 (14) апреля 1870 года в Тифлисе в бедной азербайджанской семье, у Кербалаи Наджафа и Халимы-ханум Гаджи Мамед Касым-кызы Замановой. Был самым младшим из девятерых детей. Его назвали в честь прадедушки, Наримана Аллахверди, который, по сообщению грузинского поэта XIX века Г. Орбелиани, был известным ханенде в Грузии. Грузинский писатель князь Иоанн Багратиони в своей поэме «Калмасоба» упоминает имя Наримана Аллахверди рядом с именем армянского поэта Саят-Новы.
Мать Н. Нариманова, как он писал в своей автобиографии, очень хотела отдать его в русскую школу, и отцу удалось, хотя и с трудом, определить сына в подготовительные классы при Горийской семинарии, где занятия велись на русском языке. После трёх лет обучения его определили на первый курс татарского отделения этой семинарии и после двух лет учёбы 30 мая (11 июня) 1887 перевели на основное трёхгодичное отделение. 
26 июля (7 августа) 1887 в Менглисе он начинает свой дневник записью любимых классиков азербайджанской, русской и мировой литературы. По окончании учёбы в семинарии Нариманов намеревался продолжить образование в Тифлисском учительском институте. Однако, за два месяца до окончания учебного курса, 20 ноября 1889 года скоропостижно скончался его отец. Смерть отца сильно повлияла на Наримана и он, отказавшись от желания продолжать образование, стал думать о семье, поскольку теперь она осталась без всяких средств к существованию.

Макет дома в Тифлисе, в котором родился Н. Нариманов. Дом-музей Наримана Нариманова (Баку)

Нариманов окончил обучение со званием учителя начального училища. В свидетельстве об окончании Закавказской учительской семинарии отмечалось его отличное поведение, но успехи по предметам были средне: либо удовлетворительно, либо весьма удовлетворительно. По окончании семинарии его назначили учителем в азербайджанском селении Кызыл-Аджили Борчалинского уезда Тифлисской губернии. Проработал он здесь недолго. В то время в Баку стали открываться частные русско-татарские школы. Намереваясь открыть в Баку одну из таких школ, Нариманов по совету своего бывшего семинарского инспектора в 1891 году переехал в Баку. По рекомендации ряда лиц, в том числе того же инспектора его приняли на работу преподавателем младшего отделения подготовительного класса в частную Бакинскую прогимназию, открытую статским советником А. И. Победоносцевым. Здесь он принялся за преподавание азербайджанского и русского языков. Директор прогимназии положительно отзывался о Наримане Нариманове попечителю Кавказского учебного округа, уведомляя последнего, что учитель Н. Нариманов «известен дирекции в качестве умелого и добросовестного преподавателя и вполне добропорядочного человека».

### Нариманова читальня

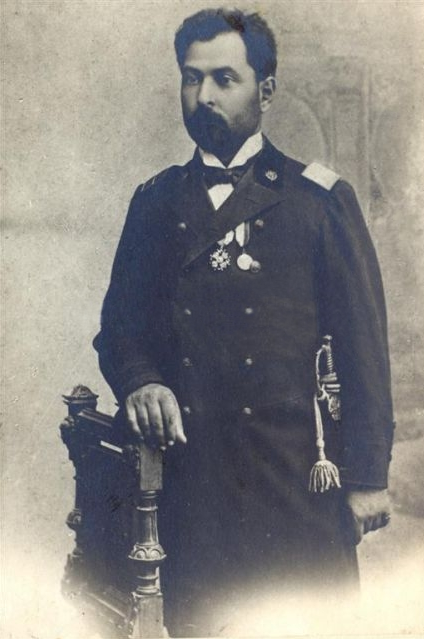
Нариман Нариманов с бронзовой медалью за добросовестную работу в гимназии (1897) и Орденом Святого Станислава III степени (1899)

Нариманов вынашивал план создания национальной публичной библиотеки-читальни. Вместе с Султан Меджидом Ганизаде, Габиб-беком Махмудбековым и другими он стал собирать комплекты газет, а также произведения Низами, Фирдоуси, Саади, Хафиза, Физули, Вагифа, Бакиханова, Закира, М. Ф. Ахундова, С. А. Ширвани. Он посылал письма в издательства, редакции газет и журналы различных стран, в которых ходатайствовал об оказании помощи в создании библиотеки. К нему в ответ массово стали поступать газеты, журналы и книги не только из различных частей страны, но и из-за рубежа. Впоследствии в библиотеку также стали поступать некоторые запрещёнными царским правительством издания: калькутский журнал «Хабль-ульматин» («Прочные узы»), газеты «Иттифак» («Союз») — из Софии, «Аль-Нил» («Нил») — из Каира, «Меламет» («Осуждение»), «Терджумани хагигат» («Переводчик правды»), «Хезинеи фюнун» («Сокровищница наук»), «Маариф» («Просвещение») и «Ахбар» («Известия») — из Стамбула.
Усилия Нариманова увенчались тем, что в 1894 году в Баку открылась первая в Азербайджане общедоступная библиотека-читальня с литературой на родном языке, превратившаяся в просветительский центр для мусульманского населения всего Кавказа. Точная дата открытия этой библиотеки не до конца ясна. Исследователи относили её к 1 августа 1894 года. Эта точка зрения, по крайне мере, подкрепляется сведениями Бакинского полицмейстера, сообщавшего в 1897 году в одном из документов о наличии с 1 августа 1894 года библиотеки-читальни учителя Н. Нариманова, которая располагалась в доме Гянджунцева. В другом архивном документе, за 1895 год, датой открытия читальни указано 11 января. По мнению В. Агасиева, наиболее заслуживающим доверия служит прошение Н. Нариманова на имя председателя училищной комиссии Бакинской городской думы. В этом прошении он, говоря о библиотеке, воспользовался материалом одного из фельетонов «Нового обозрения», сообщавшим об открытии 12 апреля Нариманом Наримановым читальни. По сведениям указанного фельетона вход в читальню оценивался в 2 копейки, а для бедных был вовсе бесплатным; с 12 апреля по 1 октября 1894 года её посетили 3833 человека.
Первым азербайджанским библиотекарем стал ближайший помощник и воспитанник Нариманова — учитель Алискендер Джафарзаде. В народе эта библиотека получила название «Нариманова читальня». Первоначально она располагалась по улице Горчакова (впоследствии ул. Малыгина) в доме Керимова, а позже — в доме Лалаева, около парапета (впоследствии сад им. Карла Маркса).

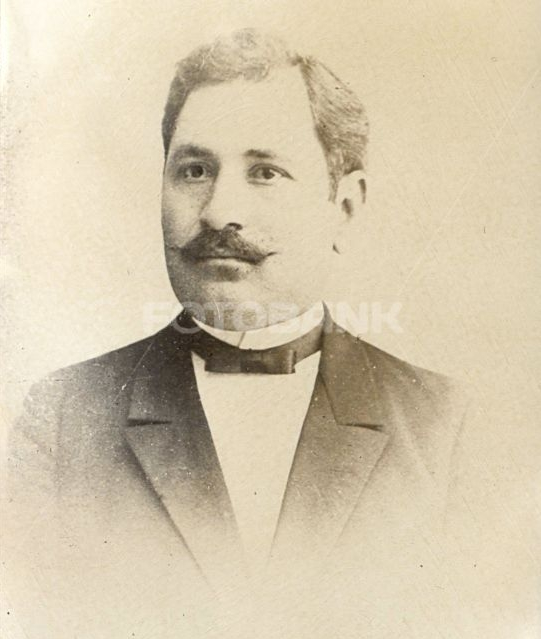
Алискендер Джафарзаде, помощник и воспитанник Нариманова, библиотекарь открытой Наримановым читальни

«Нариманова читальня» пользовалась большой популярностью среди населения. Армянский журнал «Мурдж» («Молот») писал: «Ни одна из армянских библиотек не располагает таким количеством читателей, каким располагает эта библиотека. К этому числу надо добавить и тех мулл и сеидов, которые стесняются посещать библиотеку и тайно получают газеты и журналы из указанной библиотеки в домах. Нужно собственными глазами видеть то, как газеты переходят из рук в руки и изнашиваются от массового потребления». Тот же журнал сообщал, что с 8 апреля по 4 мая 1896 года библиотеку посетило 710 человек, из которых 200 русских, 25 грузин, 135 приезжих мусульман, 151 бакинский мусульманин, 8 немцев, 5 французов и 40 евреев. В начале 1898 года в газете «Каспий» сообщалось:

Библиотеку-читальню г. Нариманова в 1897 году посетило: мусульман — 8.619, русских — 6.636, армян — 4.881 и других национальностей — 3.715, а всего — 25.849 лиц, более 1896 года на 4.840. Абонентов на чтение газет, книг и журналов было 326, на 42 более предшествующего года. В том же году библиотекой получалось: газет разных наименований на русском языке 12, персидском — 6 и турецком — 2; ежемесячных журналов на русском языке — 4; еженедельных русских — 5; персидских — 1 и турецких — 2. Приведённые цифры как нельзя более указывают на возрастающую у нас потребность в чтении.

Против деятельности читальни выступило духовенство. По заявлениям шейх-уль-ислама «плевелы укореняются в ущерб божьему промыслу… Опрометчиво дозволенная в Баку библиотека Нариманова есть угрожающий очаг святотатства и неповиновения…». Нариманова обвинили в развращении сознания молодёжи, а сама библиотека была закрыта правительством 5 октября 1898 года «за вредное направление».

### Театральная деятельность
В 1890-е годы деятельность Нариманова носила разнообразный характер. По его инициативе каждый год устраивались благотворительные спектакли в «пользу недостаточных учащихся местных учебных заведений». В связи с этим Нариманов написал несколько комедий на азербайджанском языке.

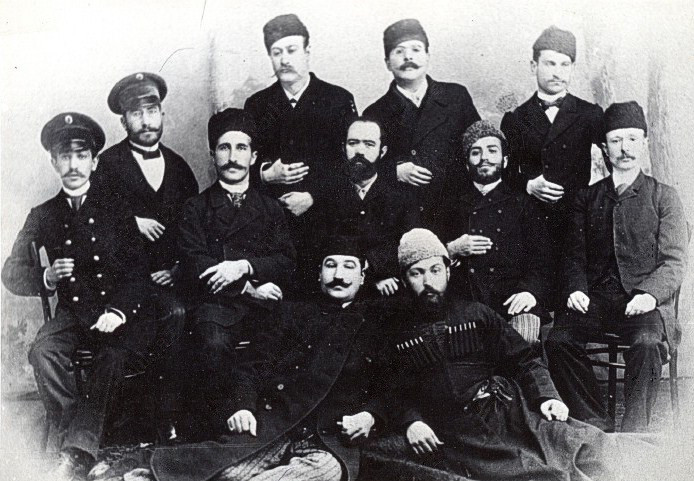
Театральная любительская труппа Габиб-бека Махмудбекова, 1898 год. На фото Н. Нариманов (лежит справа) в черкеске.

15 января 1895 года на сцене театра Тагиева, в Баку, актёрами-любителями впервые была поставлена его драма «Наданлыг», в которой Н. Нариманов сыграл заглавную роль Имрана. Зрители встретили постановку аплодисментами, а ему самому в качестве дара преподнесли часы. Как писал журнал «Артист» (в рубрике «Иноземный театр») «в Баку наблюдалось небывалое явление среди тамошнего мусульманского населения».
В следующем году любительской труппой из «Наримановой читальни» впервые на азербайджанской сцене была поставлена пьеса Николая Гоголя «Ревизор». Нариманов сам перевел на азербайджанский язык эту комедию и выступил в комедии в роли городничего. Самед Ага Агамалы оглы в своих воспоминаниях писал:
…спектакль прошёл довольно хорошо, весело: Городничий был особенно естественным. Его играл сам переводчик пьесы Нариманов. Женские роли играли армянские актрисы. Тюркские (азербайджанские — прим.) зрители были восхищены достоверностью пьесы, ибо всё это очень напоминало окружающую среду. Это, действительно, было неслыханное событие в жизни тюрков (азербайджанцев — прим.)».
Газета «Каспий» опубликовала рецензию на постановку, в которой её автор не только отметил «довольно удачный перевод» комедии, но и высоко оценил исполненную Н. Наримановым роль городничего. В ноябре того же года труппа Г. Махмудбекова представила на сцене театра Тагиева новую пьесу Н. Нариманова «Беда от языка».
7 февраля 1899 года состоялся показ «Разорённого гнезда» А. Ахвердова, где Н. Нариманов выступил в роли Наджаф-бека, впервые интерпретировав этот образ на азербайджанской сцене. Про прошествии нескольких лет юбилейная комиссия, которая будет образована по случаю 50-летия азербайджанского театра, издаст книгу «Краткая история азербайджанско-тюркского театра». По мнению авторов этой книги Н. Нариманов является не только первым, но и самым лучшим исполнителем роли Наджаф-бека на тюркской (азербайджанской) сцене.

### В области печати и журналистики
В 1899 году Нариманов издал в Баку «Краткую грамматику тюркско-азербайджанского языка», составив её по образцу русской грамматики Л. Поливанова. Этот учебник в течение долгого времени служил пособием для обучения азербайджанских детей грамматике родного языка. В том же году вышел его второй учебник «Самоучитель русского языка». Нариманов выступал за чистоту языка и резко критиковал тех, кто недооценивал свой язык. В одной из своих статей, опубликованных в газете, он образно выражал свою любовь: «Родной язык! Язык, на котором тебе признаётся в любви милое создание! Язык, звучность и приятность которого были услышаны тобой ещё в виде „баю-бай“, который запечатлелся в самых глубоких уголках твоей души!».

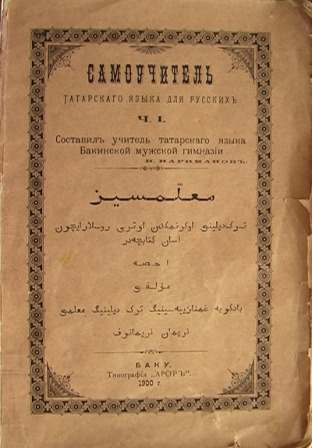
«Самоучитель татарского языка для русских» Н. Нариманова 1900 года издания.

После закрытия в 1877 году первой газеты на азербайджанском языке «Экинчи», а затем последовательно других печатных изданий — «Зия», «Зияи-Кавказия» и «Кешкюль» в Азербайджане практически отсутствовали газеты для мусульман. На то время единственным печатным органом всех российских мусульман являлась татарская газета «Тарджуман» («Переводчик»), которую крымскотатарский просветитель И. Гаспринский издавал в Бахчисарае (Крым). Среди тех, кто печатался на её страницах был и Н. Нариманов, но эта газета не получила широкого распространения у мусульман Закавказья.
Начиная с 1894 и вплоть до 1902 года Н. Нариманов безуспешно пытался организовать издание газет и журналов на родном языке. Вместе с С. М. Ганизаде в 1896 году он добивался права на издание детского журнала «Совгат» («Подарок»), но безуспешно. Также безрезультатно в 1899—1900 годах Н. Нариманов ходатайствовал перед Главным управлением по делам печати о разрешении ему издавать на азербайджанском языке с параллельным переводом на русский еженедельную газету «Таза хабарлар» («Новые вести»). В следующем году он обратился за разрешением издавать научно-педагогический журнал «Мектеб» («Школа»).
Его деятельность, однако, не ограничивалась лишь национальной прессой. Оказывая помощь в распространении таких восточных газет как «Хаблул-метин», «Тербиет» и «Насери», он в то же время был их представителем. Как писала о нём газета «Тербиет»: «Представителем „Тарбиета“ в Баку является господин Н. Нариманов, заведующий читальным залом. Этот господин является нашим представителем во всей России. Любой человек на Кавказе или в других областях России может обратиться к нему».

### Начало политической деятельности
В 1902 году Нариманов поступил на медицинский факультет Новороссийского университета. В 1903 году студенты второго курса ставят в торговом порту для матросов и грузчиков обличительную комедию Тургенева «Холостяк». Постановщик и главный исполнитель — Нариман Нариманов.

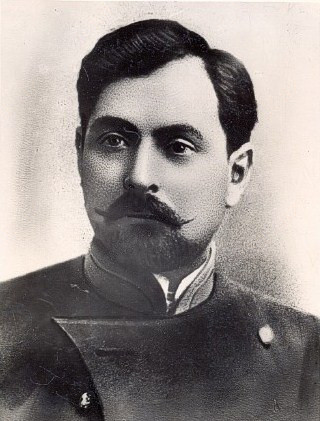
Студент Новороссийского университета Н. Нариманов

По окончании Новороссийского университета работал врачом. В 1905 году вступил в мусульманскую социал-демократическую организацию «Гуммет».

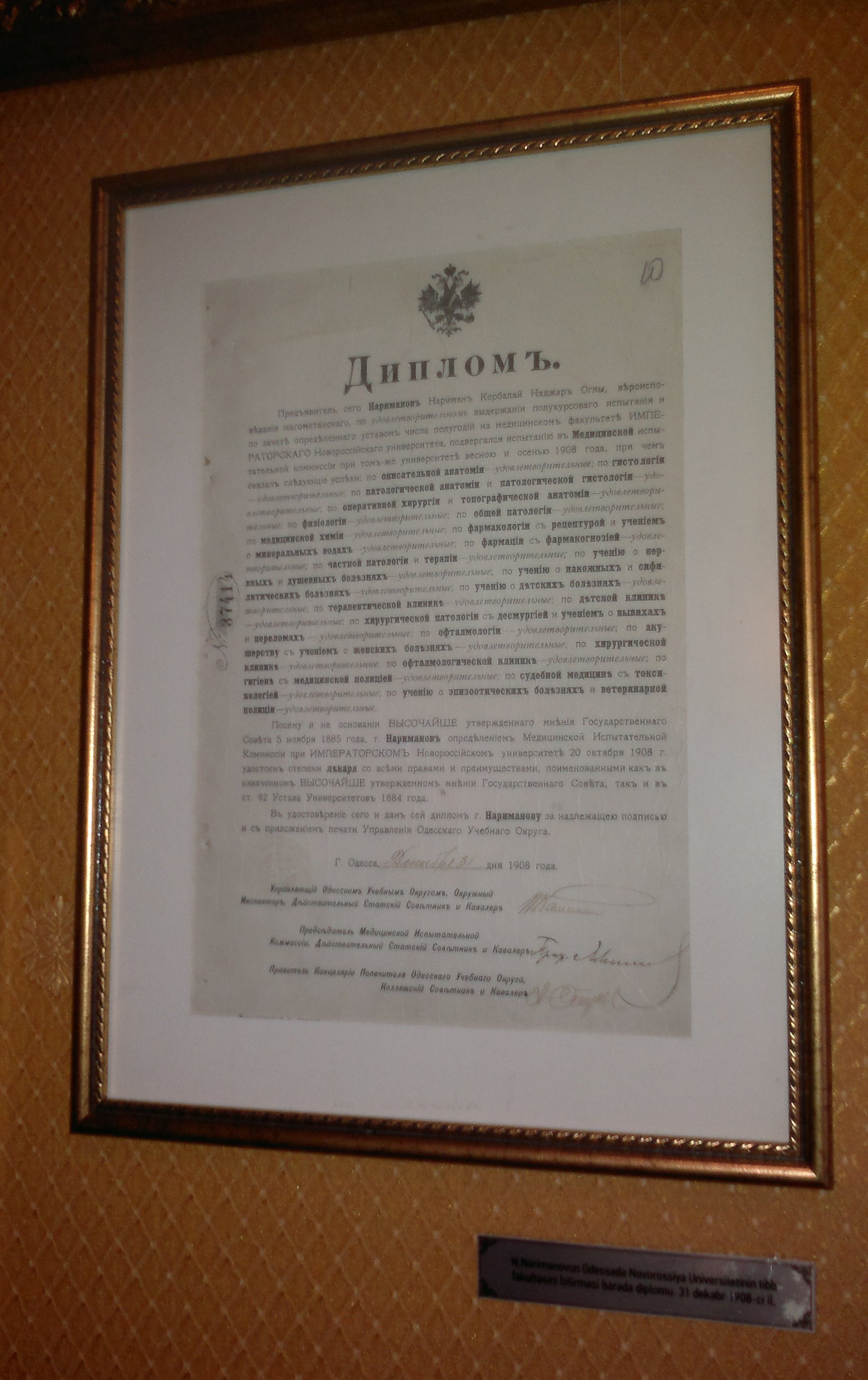
Диплом об окончании Новороссийского университета в доме-музее в Баку. Выдан

По инициативе Гасан-бека Зардаби и Наримана Нариманова в августе 1906 года в Баку состоялся I съезд учителей-мусульман, на котором Нариманов был избран заместителем председателя съезда Зардаби. На съезде обсуждались важные вопросы народного образования. По предложению Нариманова съезд принял решения по вопросам преподавания азербайджанского языка: введение его как обязательного предмета в школах, увеличение числа уроков в неделю, уравнение преподавателей азербайджанского языка в правах с учителями других предметов, а также принятие учителей азербайджанского языка на работу и увольнение с согласия общественности. Некоторые либерально настроенные участники съезда встретили предложения Нариманова крайне отрицательно. Приглашённый на следующий же день бакинский миллионер Гаджи Зейналабдин Тагиев обрушился с резкой критикой в адрес Нариманова: «Вчерашнее ваше решение указывает на то, что съездом руководят недальновидные люди, вроде Нариманова. Знайте кто такой Нариманов: он в кармане не имеет ни одной копейки, учится на мой счёт, а здесь смеет произносить революционные речи и вводит нас в заблуждение. Я прошу отменить вчерашнее решение, так как оно бросает тень на всю нацию перед правительством». В ответ на критику Нариманов сделал яркое заявление, встреченное аплодисментами делегатов съезда:

Товарищи! В числе других стипендиатов г. Тагиева нахожусь и я, но я не знал, что г. Тагиев помогает бедным учителям для того, чтобы они не имели своего мнения. Если до сих пор г. Тагиев помогал студентам для того, чтобы жить только мнение г. Тагиева, то во всяком случае, я не могу из-за своего прошлого и настоящее омрачать позором: молчать там, где нужно кричать. Никому я не давал права и не позволю за презренный металл заставить меня молчать, когда в это же время не только открыто говорят, но проливают свою кровь за освобождение от царского гнёта. Перед всем съездом я с радостью отказываюсь от стипендии г. Тагиева, чтобы быть свободным от тиранов нашего времени и чтобы потомки наши не продавали себя за презренное золото.

В 1906 году Нариманов перевёл на азербайджанский язык программу РСДРП. Тогда же, будучи главой социал-демократической партии «Муджахид», отправлял в Персию агитаторов.
20 октября (2 ноября) 1908 года Нариман Нариманов на заседании медицинской испытательной комиссии при Новороссийском университете сдал экзамены на степень лекаря и получил диплом врача. 14 (27) ноября 1908 года прогрессивная интеллигенция Баку устроила торжественный приём в связи с окончанием Наримановым университета и возвращением его в Баку. В ноябре Нариманов поступает на работу врачом в Бакинскую городскую больницу. В конце месяца он выступает с докладом «Гасан бек Зардаби и театр» в женской русско-татарской школе.
1 (14) марта 1909 года Нариманов был арестован и заключён в Метехский тюремный замок. Его арест вызвал широкий общественный резонанс. В различных газетах — «Баку» от 30 августа, «Закавказье» от 3 сентября, «Таракки» от 17 октября и других сообщалось об аресте Нариманова. Были опубликованы просьбы и ходатайства для его освобождения, в том числе и петиция об освобождении Нариманова в Государственную думу. Поэт Али Назми в своём сатирическом стихотворении «Боюсь» выразил протест против ареста Нариманова. В августе Нариман Нариманов был выслан в Астраханский край сроком на 5 лет. 

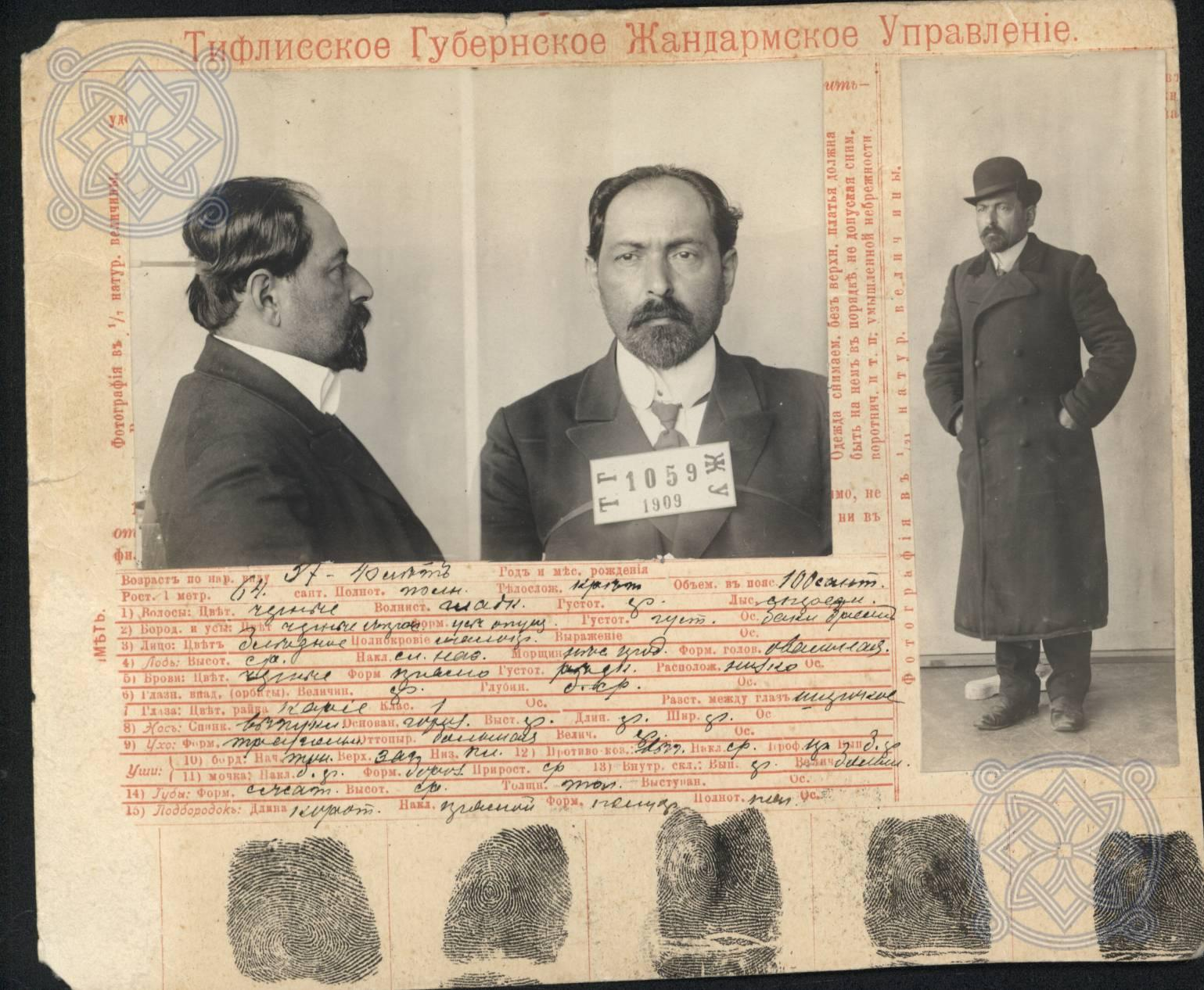
Карточка на Наримана Нариманова, составленная года Тифлисским губернским жандармским управлением

В 1911 году политически ссыльный доктор Нариманов оказывает помощь Мечникову в исследовании очагов чумы в глубине Киргизской степи. В 1912 году Нариманова избирают председателем Совета общества народных университетов Астрахани. Находясь в Астрахани, Нариманов вёл активную культурно-просветительскую работу. Бакинские газеты сообщали следующее:
В результате агитации г. Нариман-бека Нариманова в Астрахани организована первая мусульманская театральная группа и впервые со дня существования Астрахани был дан спектакль на татарском языке… Закладка фундамента мусульманского театра в Астрахани принадлежит целиком Нариман-беку Нариманову… Небезынтересно отметить, что Нариманов, будучи врачом, сам же режиссировал и участвовал в представлениях.
22 мая (4 июня) 1914 года Нариманов получает место врача временной лечебницы в Чёрном городе. 14 (27) июня 1914 года Нариманов был назначен заведующим отделением 9-й районной больницы Баку. 16 (29) августа 1914 года он назначается доверенным врачом отделения страхового общества «Россия» в Баку. 25 сентября (8 октября) 1914 года Нариман Нариманов был переведён на должность заведующего 8-й лечебницы, где проработал до 3 (16) мая 1918 года и был освобождён в связи с утверждением его комиссаром городского хозяйства Бакинского Совета народных комиссаров.

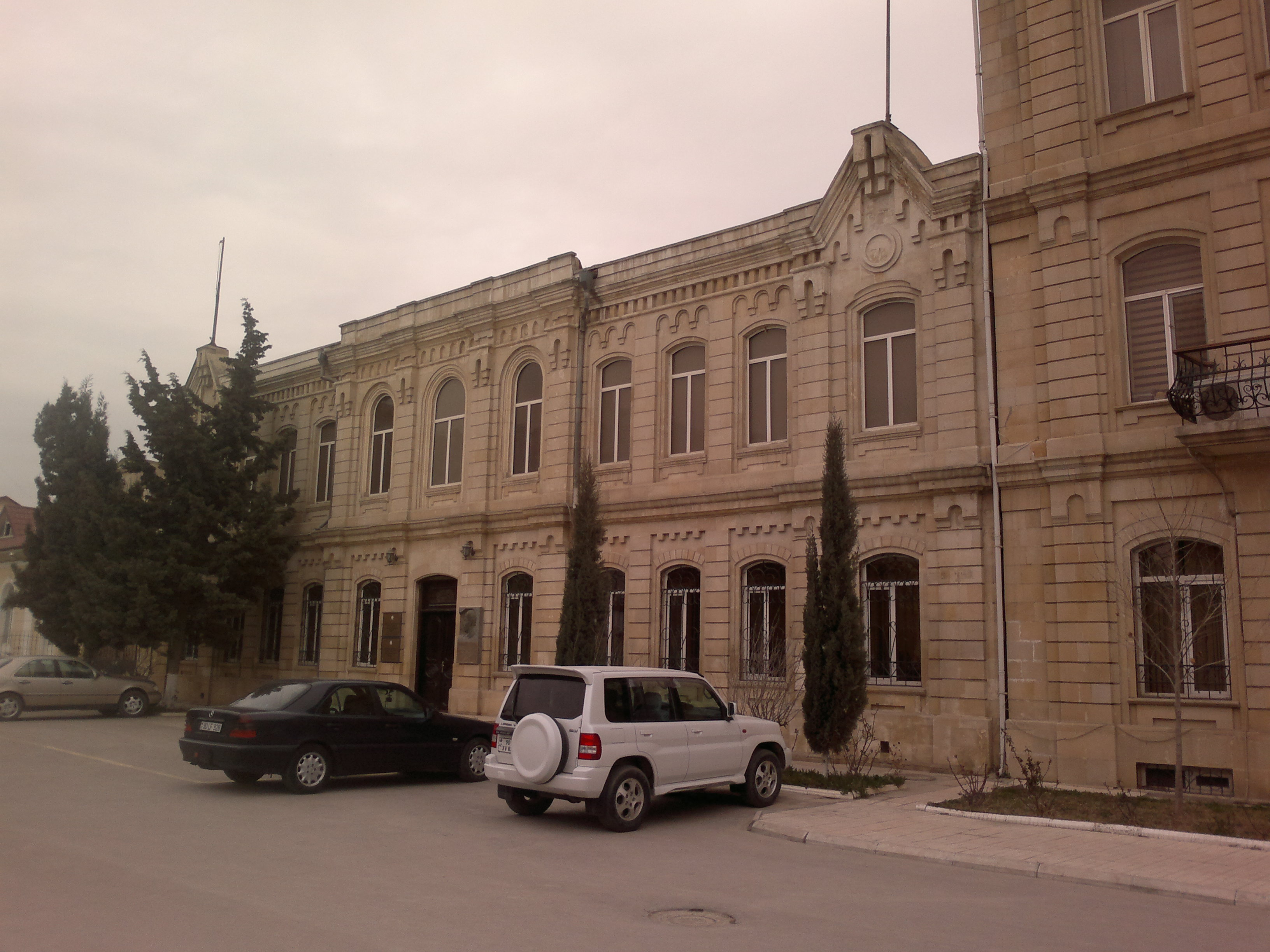
Здание в Чёрном городе в Баку, в котором с 1914 по 1917 год работал врачом Нариман Нариманов (ныне здесь расположен Азербайджанской музей медицины)

В декабре 1916 года Нариманов избирается в состав правления Народного дома, легального центра Бакинской партийной организации большевиков. В марте 1917 года становится членом Бакинского комитета РСДРП(б). С 3 июля на азербайджанском языке начала издаваться газета «Гуммет», редактором которой был Нариманов. Он ежедневно встречается с рабочими нефтяных промыслов и заводов, читает лекции и доклады на темы: «Русская революция и её постепенный прогресс», «Политические партии и их программы», «Наш взгляд на русскую революцию» и т. п.

### Бакинская коммуна
В марте 1918 года Нариманов входит в состав Комитета революционной обороны Баку. В конце марта — начале апреля Бакинский Совет при поддержке вооружённых отрядов армянской партии «Дашнакцутюн» в результате кровопролитных событий утвердил свою власть в Баку. В те дни на квартиру Нариманова напали дашнаки. Сам он и его семья смогли спастись благодаря С. Шаумяну. Нариман Нариманов вспоминал:

Наконец является ко мне депутация от мусульман и просит прекратить войну, признавая себя побеждёнными. Я сейчас же звоню товарищу Джапаридзе. Он обещает послать депутатов. В это время дашнаки нападают на мою квартиру. Я скрываюсь. Уводят моего брата. Через час спасает меня с семьёй товарищ Шаумян от дашнаков, «защитников Советской власти». После этого три дня был кошмарный разгул озверевших дашнаков по городу Баку. В результате масса женщин-мусульманок с детьми оказались пленницами у дашнаков, то есть у «защитников Советской власти…»… Но зачем нужно было после этой кошмарной истории продолжать её проделывать по уездам. Вот на этот вопрос должна ответить советская власть 1918 года в Баку. Всё это заставляло меня говорить о том, чтобы в первое время не назначать товарищей армян на видный пост.

Нариманов занял резко отрицательное отношение к произошедшему. В своём письме к С. Шаумяну, опубликованному в газете «Гуммет» сразу после мартовских событий, он с возмущением писал о том, что «эти события запятнали Советскую власть, бросив на неё чёрную тень. Если в ближайшее время не рассеете эту тень и не сотрёте это пятно, большевистская идея и Советская власть не могут укрепиться и продержаться здесь». В письме к В. Ленину Н. Нариманов подчёркивал, что «гражданская война в Баку и его районах нанесла смертельный удар общему нашему святому делу».
В апреле — июне 1918 года Нариманов — комиссар городского хозяйства Бакинского Совнаркома.

### Деятельность в Советской России
После падения Бакинской коммуны Нариманов покинул Баку и некоторое время являлся комиссаром по народному образованию Астраханской губернии.
В 1919 году по предложению Ленина он был назначен заведующим отделом Ближнего Востока Народного комиссариата иностранных дел РСФСР. Народный комиссар иностранных дел РСФСР Г. В. Чичерин в записке от 3 августа 1919 года писал: «Познакомившись с т. Наримановым, я сейчас же убедился, что это превосходный руководитель партийной пропаганды и агитации среди мусульман России и Ближнего Востока».
В октябре 1919 года Нариманов возглавлял большую группу чиновников, принимавшую в Москве посольство Афганистана — первой страны, с которой Советская Россия установила дипломатические отношения. В своей приветственной речи Нариманов обратился к афганской делегации на азербайджанском языке, отметив: «Я сознательно обращаюсь к вам по-тюркски в столице Красной России, чтобы показать вам, что рабоче-крестьянская власть относится ко всем народам и языкам с искренним уважением».

### Деятельность в Азербайджане

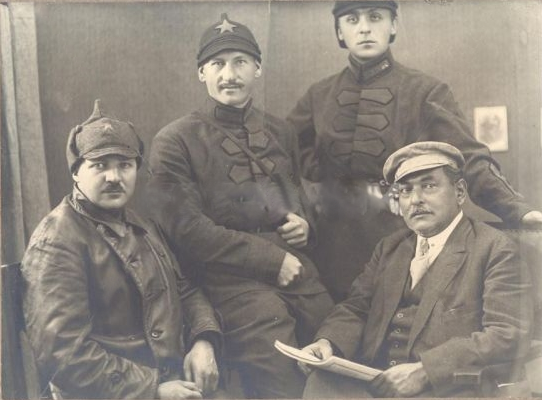
Нариманов с командирами XI Красной Армии. Баку, 1920

В ночь с 27 на 28 апреля 1920 года в Баку началось вооружённое восстание рабочих и коммунистов. Одновременно части XI Красной Армии перешли границу. В ходе скоротечной операции мусаватское правительство было свергнуто. В Азербайджане был установлена советская власть. Постановлением ЦК АКП(б) был учреждён Временный военно-революционный комитет Азербайджана (Азревком) во главе с Наримановым. 16 мая на специальном поезде Нариманов прибыл на бакинский вокзал. На страницах газет крупным шрифтом было написано «Хош гялдин» («Добро пожаловать»). Прибывшего в Баку Нариманова газета  Азербайджанской коммунистической партии «Коммунист» величала уже как «вождя Мусульманской Советской Социалистической Республики». Газета желала ему «ещё долгие годы жить и работать для дела освобождения сотен миллионов рабов мусульманского Востока от ига грабительской буржуазии».

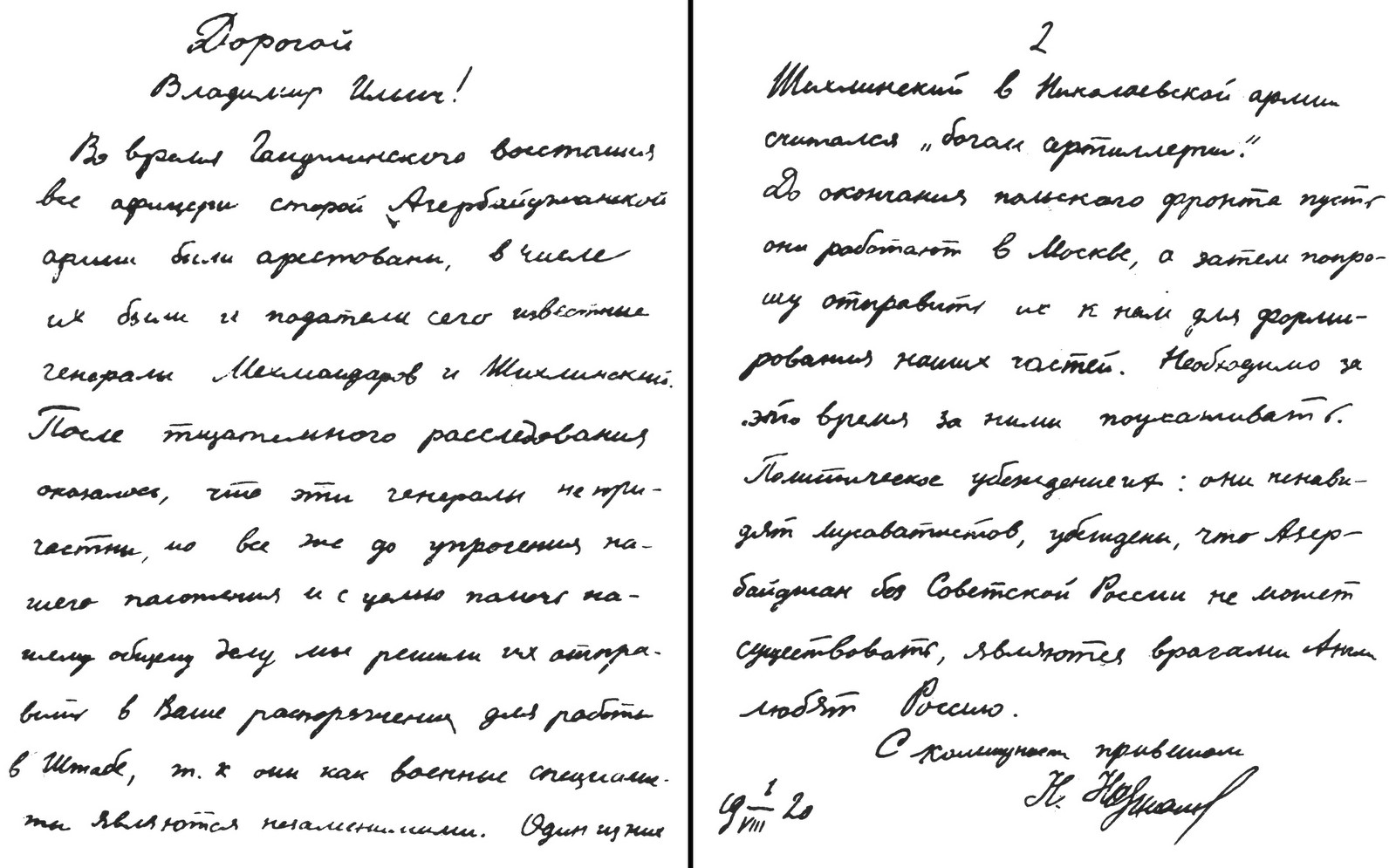
Письмо Н. Нариманова В. И. Ленину о генералах С. Мехмандарове и А. Шихлинском. 1920 г.

В тот же день Нариманов занял должность председателя Временного военно-революционного комитета Азербайджана, позднее преобразованного в Совет Народных Комиссаров Азербайджанской ССР. 
С 28 апреля 1920 года по апреля 1922 года — председатель Совета Народных Комиссаров Азербайджанской ССР. 
1 — 8 сентября в Баку по инициативе Нариманова состоялся I съезд народов Востока, на котором присутствовали представители 37 мусульманских народов, около 2 000 человек. Среди делегатов в качестве почётных гостей были Бела Кун, Джон Рид, Хо Ши Мин, Мустафа Субхи и другие I съезд народов Востока в качестве постоянно действующего органа избрал Совет пропаганды и действия народов Востока, в состав которого вошёл Нариманов. Вмешательство Нариманова, обратившегося с соответствующим письмом к Ленину, спасло от репрессий царских генералов Мехмандарова и Шихлинского.
В 1922 году Нариманов в составе первой советской делегации участвовал в работе международной Генуэзской конференции. Перед своим отъездом в Геную Бакинский Совет дал ему специальный наказ: «Бакинский совет обязывает тебя напомнить мировой буржуазии о тех величайших разрушениях, которые были причинены Азербайджану гражданской войной, навязанной нам империализмом, и потребовать полного возмещения убытков». Как член советской делегации, Н. Нариманов отстаивал на ней позицию Советского правительства. По возвращении он выступил с докладом о Генуэзской конференции на съезде трудящихся женщин Закавказья, закончив его словами: «…признаться, из Генуи я уехал под очень тяжёлым впечатлением. К Генуэзской конференции я подхожу не только как коммунист-большевик, но и как литератор, и говорю на основании всего того, что я там видел и слышал: …Разум в настоящее время в Западной Европе в плену у капитала… Надо скорее объединиться и общими усилиями освободить этот разум из плена капитала». Им была подготовлена специальная книга «Что такое Генуя?».
12 марта 1922 года Нариманов стал председателем Союзного Совета Закавказской СФСР, оставаясь на этом посту до 13 декабря. 30 декабря 1922 года постановлением I-й сессии ЦИК СССР I созыва Нариман Нариманов был назначен председателем ЦИК СССР. С 25 апреля 1923 года — кандидат в члены ЦК РКП(б). При разрешении территориальных споров Нариманов сыграл важнейшую роль в вопросе Нагорного Карабаха, по результатам которого Нагорный Карабах остался в составе Азербайджана. 
В течение всего 1924 года Нариманов наряду с государственной работой читает лекции в институте востоковедения при ЦИК СССР и Коммунистическом университете трудящихся Востока, сотрудничает с «Правдой» и «Известиями», готовит к печати труды о Ленине: «Ленин и мусульманский восток», «В глазах мусульман Ленин — необыкновенное имя», «Ленин и Восток», «Год работы без Ленина». Тогда же написаны его научные исследования: «Пути понимания коммунизма», «Национальный вопрос».

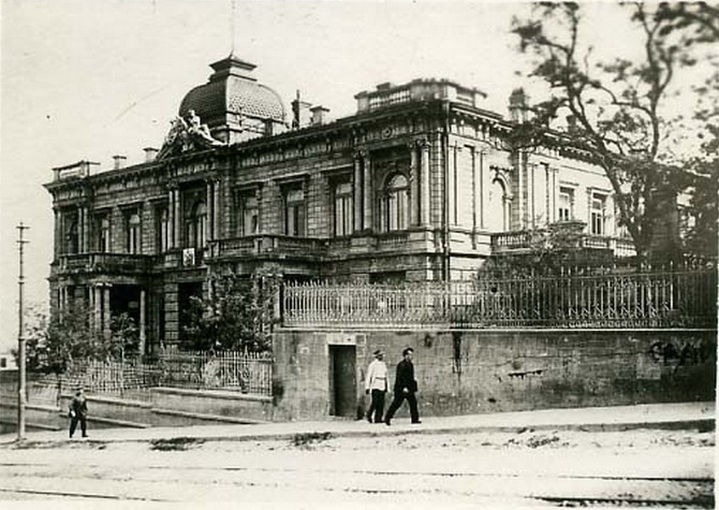
Дом в Баку, где жил Нариманов (ныне — здание Музея искусств Азербайджана)

### Смерть и похороны

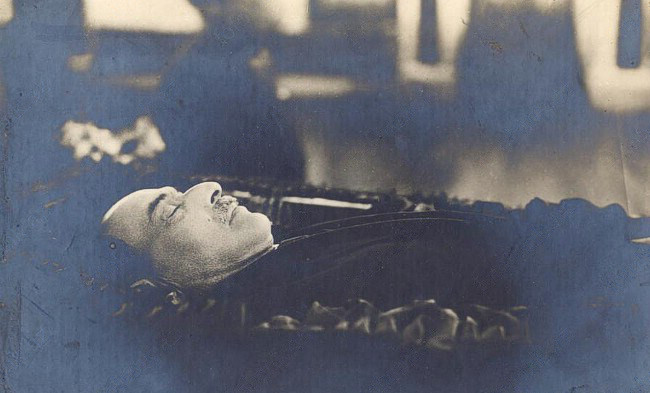
Нариман Нариманов на смертном одре

Нариман Нариманов скончался 19 марта 1925 года в 20:30 вечера в Москве. По официальной версии, смерть наступила от сердечного приступа, случившегося с ним на улице Москвы недалеко от Кремля. Постановлением Президиума ЦИК СССР во всех правительственных учреждениях Москвы и всего Советского Союза были прекращены работы. Коллегия Народного комиссариата иностранных дел объявила двухдневный траур во всех ведомственных учреждениях страны и за её пределами. 20 марта постановлением ЦИК СССР была организована специальная комиссия для организации похорон. Гроб с телом Нариманова установили в тот же день в Колонном зале Дома союзов. Для прощания населения с покойным доступ к его телу был открыт в течение 24 часов. Вечером играл симфонический оркестр города Москвы. День похорон был объявлен днём траура. В связи с этим были отменены все спектакли, концерты, кино и другие развлекательные мероприятия. По случаю смерти на всей территории СССР на пять минут были приспущены государственные флаги начиная от правительственных зданий и заканчивая судами военного и торгового флота СССР.
22 марта гроб с телом Нариманова на орудийном лафете был доставлен через площадь Революции на Красную площадь. Впереди гроба шёл командующий Московским военным округом К. Е. Ворошилов. За ним следовали семья покойного, члены ЦИК СССР и союзных республик, СНК и Президиума ЦК профсоюзов СССР. Похороны Н. Нариманова были засняты оператором «Азкино» А. Яловым. В день похорон в 13:00 по московскому времени во всех гарнизонах РККА по приказу Реввоенсовета СССР был произведён салют артиллерийскими выстрелами одной батареи. Там, где не было артиллерии, воинские части произвели ружейный залп холостыми патронами одного батальона. В Москве, Баку, Тифлисе и Эривани было произведено 6 залпов с перерывами в три четверти минуты. В прочих гарнизонах три залпа с интервалом в две минуты. Наримана Нариманова похоронили у Кремлёвской стены. Он является единственным азербайджанцем, похороненным здесь. На месте захоронения выступали председатель ЦИК СССР от РСФСР М. И. Калинин, член Политбюро Л. Б. Каменев, от Заккрайкома — М. Г. Цхакая, от Совета национальностей — Н. А. Скрыпник. Республики Средней Азии представлял А. И. Исламов. От Азербайджана не было никого.
Орджоникидзе в своей статье памяти Нариманова называл его «самым крупным представителем нашей партии на Востоке».
В Ульяновске в день его смерти Казанский тракт был переименован в Наримановское шоссе (ныне Проспект Нариманова).
Некоторые представители Азербайджана считали, что причиной смерти могла послужить многолетняя ссора с Анастасом Микояном по поводу мусульманских рабочих в Баку, однако веских аргументов в пользу этого нет.

## Литературное творчество

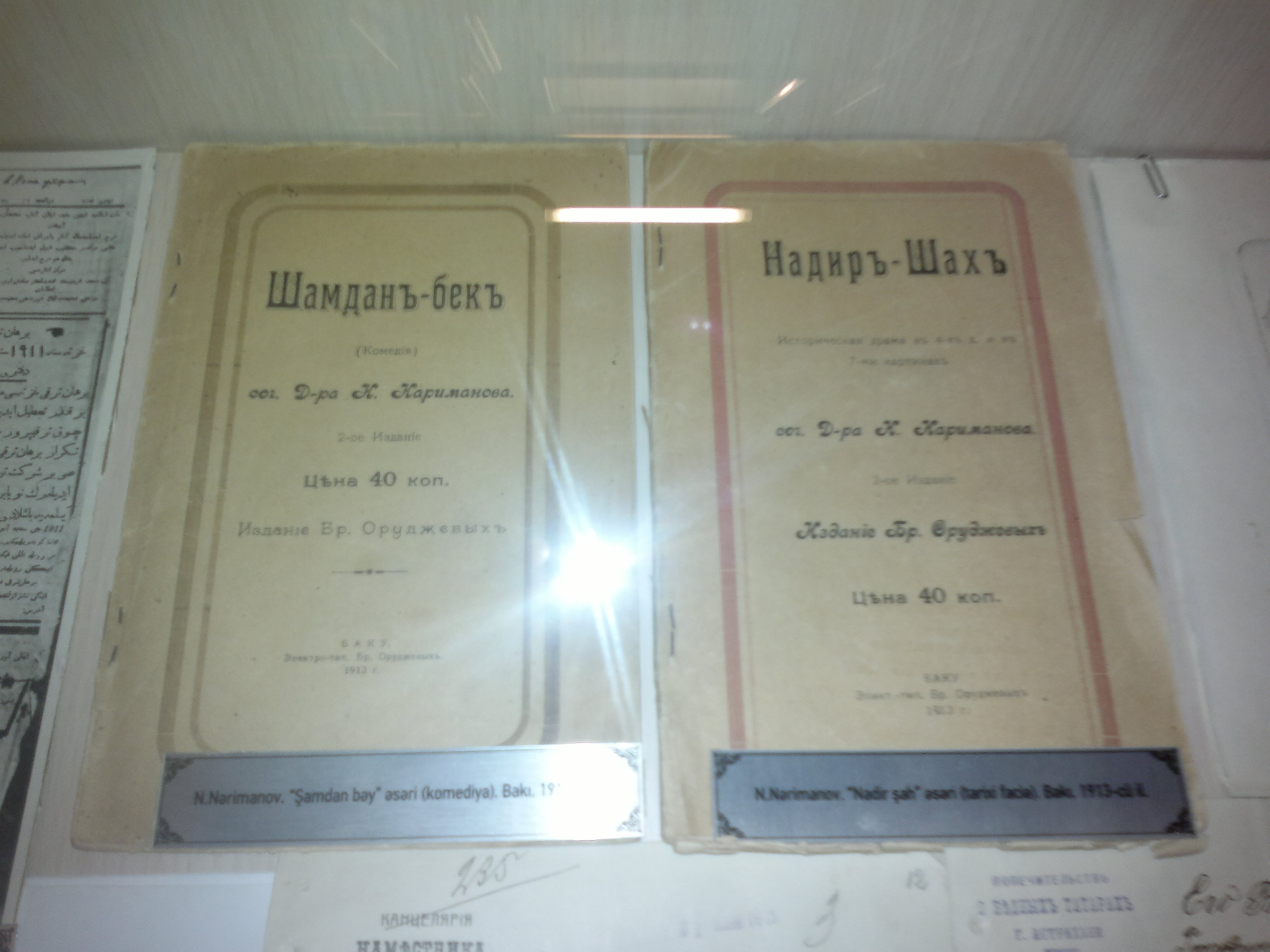
Издания «Шамдан-бека» и «Надир-шаха» 1913 года. Дом-музей Нариманова в Баку

Нариманов — крупный азербайджанский романист и драматург. В своих произведениях он отражал этапы борьбы за раскрепощение Востока. По своей художественной манере Нариманов — реалист-бытовик с публицистическим уклоном.
Нариман Нариманов создал ряд крупных художественных произведений, имевшие огромное значение для развития азербайджанской литературы. В 1895 году в Баку была опубликована пьеса «Беда от языка» или «Шамдан-бек». В 1896 году вышел его роман «Бахадур и Сона», или как сам автор его назвал «Маленький роман», в основе сюжета которого лежит любовь азербайджанского юноши Бахадура и армянской девушки Соны. Роман вызвал гневную реакцию у духовенства. Это произведение стало первым реалистическим романом в азербайджанской литературе. Нариманов — автор первой в истории азербайджанской литературы исторической трагедии «Надир-шах» (1899). Долгое время царские власти воспрепятствовали постановки трагедии и она была поставлена на азербайджанской сцене лишь после Первой русской революции.
В повести «Пир» Нариманов выступает против религии, бичует фанатизм и разоблачает духовенство царской России. Это произведение — один из лучших образцов агитационно-пропагандистской, антирелигиозной литературы. В этом же духе написана и другая повесть «Наданлык» («Невежество»). В 1915 году был опубликован его рассказ «Приключения одного селения».
В литературно-критических статьях Нариманов рассматривал проблемы реализма в сочинениях Касум-бека Закира, Мирзы Фатали Ахундова, Джалила Мамедкулизаде, А. Сабира и др.. Он отстаивал реализм, критиковал теорию «чистого» искусства. Автор воспоминаний о В. И. Ленине.
По мотивам произведений Наримана Нариманова в 1956 году был снят фильм «Шамдан-бек» (реж. Р. Казимовский), а в 1962 году поставлена опера «Бахадур и Сона» (комп. С. Алескеров).

## Мировоззрение
В 1890-х гг. Нариман Нариманов стоял на просветительских позициях и выдвигал демократические, гуманистические, интернационалистические идеи, уже в годы Первой русской революции он начал склоняться к позиции марксизма.
Важное место в его мировоззрении занимал вопрос о государстве, к которому он подходил исторически, выдвигая идею народовластия. Он писал: «Необходимо внедрить в сознание нации, что государство должно служить интересам нации, родины, а не наоборот. Трудовой люд должен понять, что государство возникло не по воле и молитвам божеским. Достаточно, чтобы он понял это. В таком случае можно считать, что порох готов, нужна только искра». Вспоминая два года борьбы за победу советской власти в Азербайджане, Нариманов писал:

В течение двух лет мы, коммунисты, находясь в России, всё время думали об Азербайджане, каждую минуту заботились о нём. Если наши тела были в России, наша душа была в Азербайджане. Мы твёрдо знали, что Азербайджан не может существовать без России, что Азербайджан должен иметь связь с Россией. Мы твёрдо знали, что турки, англичане и другие захватчики приходят в Азербайджан ради своих интересов, что они там временно, а вечное счастье Азербайджанской республики связано с Россией.

Касаясь суверенитета Азербайджанской ССР, он отмечал, что «все наши учреждения свободны и самостоятельны и никаких ниоткуда давлений нет и мы ни у кого не спрашиваем: можно ли издавать такие-то законы или нет», но суверенитет Азербайджана нуждается в братском сотрудничестве и взаимопомощи: «Ныне, вопрос (о независимости — прим.) находится в такой плоскости: Армянская республика вполне зависит от нас, так как она всё будет получать от Советского Азербайджана. В Грузию мы отправляем совершенно бесплатно нефть, без счетов, без всего Советская Россия присылает 25000 комплектов обмундирования, из Советской России мы получаем миллионы пудов хлеба, массу сахару и много прочего. И никаких счетов, никакой бухгалтерии на всё это не ведётся».

## Семья

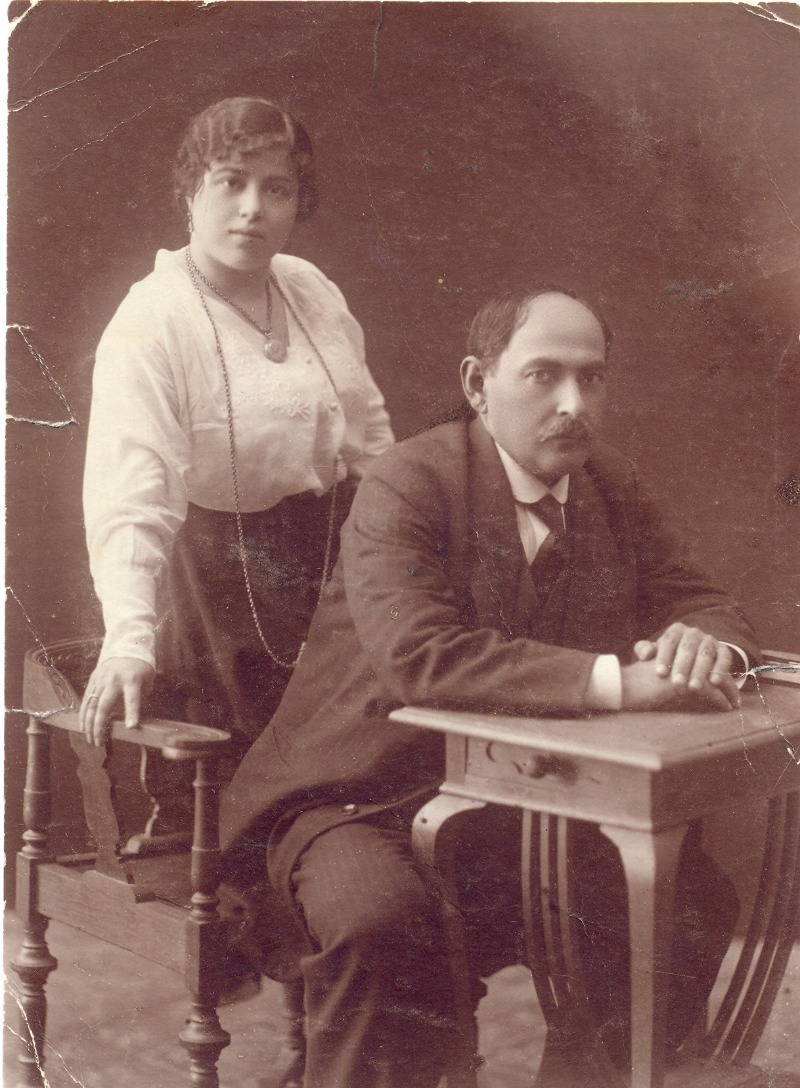
Нариман Нариманов с женой Гюльсум-ханум. 1915 год.

Летом 1915 года Нариман Нариманов женился на Гюльсум-ханум Мир-Кязим кызы (1900—1953), которая получила домашнее образование и хорошо владела русским языком. Ещё 8 марта 1914 года поэт Абдулла Шаиг посвятил стихотворение обручению Нариманова с Гюльсум-ханум:
Обручился ты, слышал я, да будет счастье.

Пусть судьба твоя будет ясной подобно утренней звезде.

Здравствуй долгие годы с новобрачной своей.

Пусть спокойным будет ваш жизненный путь.

После бурь и штормов, ясное дело,

Прекрасно бывает спокойствие и отдых.

Нет, ты пламя такое, которое не любит спокойствия,

От могучей руки твоей сгинет грозный враг.
2 декабря 1919 года у семейной пары родился сын Наджаф. В 1940 году он окончил военное училище в Киеве. Во время Великой Отечественной войны Наджаф Нариманов, будучи командиром танкового взвода, принимал участие в освобождении Сталинграда и боях на Донбассе. Погиб в бою за Волноваху.

### Генеалогия
|          |          |          |          |          |          |          |          |                              |                              |                              |                              |                              |                              |                   |                   |                              |                    |                    |                    |                    |                    |                  |                  |                   |                   |                   |                   |                   |                   |                   |                   |                       |                       |                       |                       |                       |                       |                       |                       |                               |                               |                               |                               |                               |                               |                              |                              |                              |                              |                 |                 | Нариман Аллахверди         |                            |                            |                            |                            |                            |                   |                   |                    |                    |                    |                    |                               |                               |                               |                               |                                |                                |                                |                                |                                |                                |                    |                    |                    |                    |                   |                   |                    |                    |                    |                    |                    |                    |  |  |  |  |  |  |  |  |  |  |  |  |  |  |  |  |  |  |  |  |  |  |  |  |  |  |  |  |  |  |  |  |  |  |  |  |  |  |  |  |
|          |          |          |          |          |          |          |          |                              |                              |                              |                              |                              |                              |                   |                   |                              |                    |                    |                    |                    |                    |                  |                  |                   |                   |                   |                   |                   |                   |                   |                   |                       |                       |                       |                       |                       |                       |                       |                       |                               |                               |                               |                               |                               |                               |                              |                              |                              |                              |                 |                 |                            |                            |                            |                            |                            |                            |                   |                   |                    |                    |                    |                    |                               |                               |                               |                               |                                |                                |                                |                                |                                |                                |                    |                    |                    |                    |                   |                   |                    |                    |                    |                    |                    |                    |  |  |  |  |  |  |  |  |  |  |  |  |  |  |  |  |  |  |  |  |  |  |  |  |  |  |  |  |  |  |  |  |  |  |  |  |  |  |  |  |
|          |          |          |          |          |          |          |          |                              |                              |                              |                              |                              |                              |                   |                   |                              |                    |                    |                    |                    |                    |                  |                  |                   |                   |                   |                   |                   |                   |                   |                   | Гаджи Мамед Касым     | Гаджи Мамед Касым     | Гаджи Мамед Касым     | Гаджи Мамед Касым     | Гаджи Мамед Касым     | Гаджи Мамед Касым     |                       |                       |                               |                               |                               |                               |                               |                               |                              |                              |                              |                              |                 |                 | Аллахверди Нариманов       | Аллахверди Нариманов       | Аллахверди Нариманов       | Аллахверди Нариманов       | Аллахверди Нариманов       | Аллахверди Нариманов       |                   |                   |                    |                    |                    |                    |                               |                               |                               |                               |                                |                                |                                |                                |                                |                                |                    |                    |                    |                    |                   |                   |                    |                    |                    |                    |                    |                    |  |  |  |  |  |  |  |  |  |  |  |  |  |  |  |  |  |  |  |  |  |  |  |  |  |  |  |  |  |  |  |  |  |  |  |  |  |  |  |  |
|          |          |          |          |          |          |          |          |                              |                              |                              |                              |                              |                              |                   |                   |                              |                    |                    |                    |                    |                    |                  |                  |                   |                   |                   |                   |                   |                   |                   |                   | Гаджи Мамед Касым     | Гаджи Мамед Касым     | Гаджи Мамед Касым     | Гаджи Мамед Касым     | Гаджи Мамед Касым     | Гаджи Мамед Касым     |                       |                       |                               |                               |                               |                               |                               |                               |                              |                              |                              |                              |                 |                 | Аллахверди Нариманов       | Аллахверди Нариманов       | Аллахверди Нариманов       | Аллахверди Нариманов       | Аллахверди Нариманов       | Аллахверди Нариманов       |                   |                   |                    |                    |                    |                    |                               |                               |                               |                               |                                |                                |                                |                                |                                |                                |                    |                    |                    |                    |                   |                   |                    |                    |                    |                    |                    |                    |  |  |  |  |  |  |  |  |  |  |  |  |  |  |  |  |  |  |  |  |  |  |  |  |  |  |  |  |  |  |  |  |  |  |  |  |  |  |  |  |
|          |          |          |          |          |          |          |          |                              |                              |                              |                              |                              |                              |                   |                   |                              |                    |                    |                    |                    |                    |                  |                  |                   |                   |                   |                   |                   |                   |                   |                   |                       |                       |                       |                       |                       |                       |                       |                       |                               |                               |                               |                               |                               |                               |                              |                              |                              |                              |                 |                 |                            |                            |                            |                            |                            |                            |                   |                   |                    |                    |                    |                    |                               |                               |                               |                               |                                |                                |                                |                                |                                |                                |                    |                    |                    |                    |                   |                   |                    |                    |                    |                    |                    |                    |  |  |  |  |  |  |  |  |  |  |  |  |  |  |  |  |  |  |  |  |  |  |  |  |  |  |  |  |  |  |  |  |  |  |  |  |  |  |  |  |
|          |          |          |          |          |          |          |          |                              |                              |                              |                              |                              |                              |                   |                   |                              |                    |                    |                    |                    |                    |                  |                  |                   |                   |                   |                   |                   |                   |                   |                   | Халима-ханум Заманова | Халима-ханум Заманова | Халима-ханум Заманова | Халима-ханум Заманова | Халима-ханум Заманова | Халима-ханум Заманова |                       |                       |                               |                               |                               |                               | Кербалаи Наджаф Нариманов     | Кербалаи Наджаф Нариманов     | Кербалаи Наджаф Нариманов    | Кербалаи Наджаф Нариманов    | Кербалаи Наджаф Нариманов    | Кербалаи Наджаф Нариманов    |                 |                 | Алимирза Нариманов         | Алимирза Нариманов         | Алимирза Нариманов         | Алимирза Нариманов         | Алимирза Нариманов         | Алимирза Нариманов         |                   |                   | Алескер Нариманов  | Алескер Нариманов  | Алескер Нариманов  | Алескер Нариманов  | Алескер Нариманов             | Алескер Нариманов             |                               |                               | Мир Ибрагим                    | Мир Ибрагим                    | Мир Ибрагим                    | Мир Ибрагим                    | Мир Ибрагим                    | Мир Ибрагим                    |                    |                    |                    |                    |                   |                   |                    |                    |                    |                    |                    |                    |  |  |  |  |  |  |  |  |  |  |  |  |  |  |  |  |  |  |  |  |  |  |  |  |  |  |  |  |  |  |  |  |  |  |  |  |  |  |  |  |
|          |          |          |          |          |          |          |          |                              |                              |                              |                              |                              |                              |                   |                   |                              |                    |                    |                    |                    |                    |                  |                  |                   |                   |                   |                   |                   |                   |                   |                   | Халима-ханум Заманова | Халима-ханум Заманова | Халима-ханум Заманова | Халима-ханум Заманова | Халима-ханум Заманова | Халима-ханум Заманова |                       |                       |                               |                               |                               |                               | Кербалаи Наджаф Нариманов     | Кербалаи Наджаф Нариманов     | Кербалаи Наджаф Нариманов    | Кербалаи Наджаф Нариманов    | Кербалаи Наджаф Нариманов    | Кербалаи Наджаф Нариманов    |                 |                 | Алимирза Нариманов         | Алимирза Нариманов         | Алимирза Нариманов         | Алимирза Нариманов         | Алимирза Нариманов         | Алимирза Нариманов         |                   |                   | Алескер Нариманов  | Алескер Нариманов  | Алескер Нариманов  | Алескер Нариманов  | Алескер Нариманов             | Алескер Нариманов             |                               |                               | Мир Ибрагим                    | Мир Ибрагим                    | Мир Ибрагим                    | Мир Ибрагим                    | Мир Ибрагим                    | Мир Ибрагим                    |                    |                    |                    |                    |                   |                   |                    |                    |                    |                    |                    |                    |  |  |  |  |  |  |  |  |  |  |  |  |  |  |  |  |  |  |  |  |  |  |  |  |  |  |  |  |  |  |  |  |  |  |  |  |  |  |  |  |
|          |          |          |          |          |          |          |          |                              |                              |                              |                              |                              |                              |                   |                   |                              |                    |                    |                    |                    |                    |                  |                  |                   |                   |                   |                   |                   |                   |                   |                   |                       |                       |                       |                       |                       |                       |                       |                       |                               |                               |                               |                               |                               |                               |                              |                              |                              |                              |                 |                 |                            |                            |                            |                            |                            |                            |                   |                   |                    |                    |                    |                    |                               |                               |                               |                               |                                |                                |                                |                                |                                |                                |                    |                    |                    |                    |                   |                   |                    |                    |                    |                    |                    |                    |  |  |  |  |  |  |  |  |  |  |  |  |  |  |  |  |  |  |  |  |  |  |  |  |  |  |  |  |  |  |  |  |  |  |  |  |  |  |  |  |
|          |          |          |          |          |          |          |          |                              |                              |                              |                              |                              |                              |                   |                   |                              |                    |                    |                    |                    |                    |                  |                  |                   |                   |                   |                   |                   |                   |                   |                   |                       |                       |                       |                       |                       |                       |                       |                       |                               |                               |                               |                               |                               |                               |                              |                              |                              |                              |                 |                 |                            |                            |                            |                            |                            |                            |                   |                   |                    |                    |                    |                    |                               |                               |                               |                               |                                |                                |                                |                                |                                |                                |                    |                    |                    |                    |                   |                   |                    |                    |                    |                    |                    |                    |  |  |  |  |  |  |  |  |  |  |  |  |  |  |  |  |  |  |  |  |  |  |  |  |  |  |  |  |  |  |  |  |  |  |  |  |  |  |  |  |
| Салтанет | Салтанет | Салтанет | Салтанет | Салтанет | Салтанет |          |          | Салман Нариманов (1847—1907) | Салман Нариманов (1847—1907) | Салман Нариманов (1847—1907) | Салман Нариманов (1847—1907) | Салман Нариманов (1847—1907) | Салман Нариманов (1847—1907) |                   |                   | Рза Нариманов                | Рза Нариманов      | Рза Нариманов      | Рза Нариманов      | Рза Нариманов      | Рза Нариманов      |                  |                  | Фатьма Нариманова | Фатьма Нариманова | Фатьма Нариманова | Фатьма Нариманова | Фатьма Нариманова | Фатьма Нариманова |                   |                   | Ризван Нариманов      | Ризван Нариманов      | Ризван Нариманов      | Ризван Нариманов      | Ризван Нариманов      | Ризван Нариманов      |                       |                       | Нариман Нариманов (1870—1925) | Нариман Нариманов (1870—1925) | Нариман Нариманов (1870—1925) | Нариман Нариманов (1870—1925) | Нариман Нариманов (1870—1925) | Нариман Нариманов (1870—1925) |                              |                              | Гюльсум Алиева               | Гюльсум Алиева               | Гюльсум Алиева  | Гюльсум Алиева  | Гюльсум Алиева             | Гюльсум Алиева             |                            |                            |                            |                            |                   |                   | Акпер Нариманов    | Акпер Нариманов    | Акпер Нариманов    | Акпер Нариманов    | Акпер Нариманов               | Акпер Нариманов               |                               |                               | Ситара Бегим (ум. 1909)        | Ситара Бегим (ум. 1909)        | Ситара Бегим (ум. 1909)        | Ситара Бегим (ум. 1909)        | Ситара Бегим (ум. 1909)        | Ситара Бегим (ум. 1909)        |                    |                    |                    |                    |                   |                   |                    |                    |                    |                    |                    |                    |  |  |  |  |  |  |  |  |  |  |  |  |  |  |  |  |  |  |  |  |  |  |  |  |  |  |  |  |  |  |  |  |  |  |  |  |  |  |  |  |
| Салтанет | Салтанет | Салтанет | Салтанет | Салтанет | Салтанет |          |          | Салман Нариманов (1847—1907) | Салман Нариманов (1847—1907) | Салман Нариманов (1847—1907) | Салман Нариманов (1847—1907) | Салман Нариманов (1847—1907) | Салман Нариманов (1847—1907) |                   |                   | Рза Нариманов                | Рза Нариманов      | Рза Нариманов      | Рза Нариманов      | Рза Нариманов      | Рза Нариманов      |                  |                  | Фатьма Нариманова | Фатьма Нариманова | Фатьма Нариманова | Фатьма Нариманова | Фатьма Нариманова | Фатьма Нариманова |                   |                   | Ризван Нариманов      | Ризван Нариманов      | Ризван Нариманов      | Ризван Нариманов      | Ризван Нариманов      | Ризван Нариманов      |                       |                       | Нариман Нариманов (1870—1925) | Нариман Нариманов (1870—1925) | Нариман Нариманов (1870—1925) | Нариман Нариманов (1870—1925) | Нариман Нариманов (1870—1925) | Нариман Нариманов (1870—1925) |                              |                              | Гюльсум Алиева               | Гюльсум Алиева               | Гюльсум Алиева  | Гюльсум Алиева  | Гюльсум Алиева             | Гюльсум Алиева             |                            |                            |                            |                            |                   |                   | Акпер Нариманов    | Акпер Нариманов    | Акпер Нариманов    | Акпер Нариманов    | Акпер Нариманов               | Акпер Нариманов               |                               |                               | Ситара Бегим (ум. 1909)        | Ситара Бегим (ум. 1909)        | Ситара Бегим (ум. 1909)        | Ситара Бегим (ум. 1909)        | Ситара Бегим (ум. 1909)        | Ситара Бегим (ум. 1909)        |                    |                    |                    |                    |                   |                   |                    |                    |                    |                    |                    |                    |  |  |  |  |  |  |  |  |  |  |  |  |  |  |  |  |  |  |  |  |  |  |  |  |  |  |  |  |  |  |  |  |  |  |  |  |  |  |  |  |
|          |          |          |          |          |          |          |          |                              |                              |                              |                              |                              |                              |                   |                   |                              |                    |                    |                    |                    |                    |                  |                  |                   |                   |                   |                   |                   |                   |                   |                   |                       |                       |                       |                       |                       |                       |                       |                       |                               |                               |                               |                               |                               |                               |                              |                              |                              |                              |                 |                 |                            |                            |                            |                            |                            |                            |                   |                   |                    |                    |                    |                    |                               |                               |                               |                               |                                |                                |                                |                                |                                |                                |                    |                    |                    |                    |                   |                   |                    |                    |                    |                    |                    |                    |  |  |  |  |  |  |  |  |  |  |  |  |  |  |  |  |  |  |  |  |  |  |  |  |  |  |  |  |  |  |  |  |  |  |  |  |  |  |  |  |
|          |          |          |          |          |          |          |          |                              |                              |                              |                              |                              |                              |                   |                   |                              |                    |                    |                    |                    |                    |                  |                  |                   |                   |                   |                   |                   |                   |                   |                   |                       |                       |                       |                       |                       |                       |                       |                       |                               |                               |                               |                               |                               |                               |                              |                              |                              |                              |                 |                 |                            |                            |                            |                            |                            |                            |                   |                   |                    |                    |                    |                    |                               |                               |                               |                               |                                |                                |                                |                                |                                |                                |                    |                    |                    |                    |                   |                   |                    |                    |                    |                    |                    |                    |  |  |  |  |  |  |  |  |  |  |  |  |  |  |  |  |  |  |  |  |  |  |  |  |  |  |  |  |  |  |  |  |  |  |  |  |  |  |  |  |
|          |          |          |          |          |          |          |          |                              |                              |                              |                              | Марзия Нариманова            | Марзия Нариманова            | Марзия Нариманова | Марзия Нариманова | Марзия Нариманова            | Марзия Нариманова  |                    |                    | Ризван Нариманов   | Ризван Нариманов   | Ризван Нариманов | Ризван Нариманов | Ризван Нариманов  | Ризван Нариманов  |                   |                   | Сакина Нариманова | Сакина Нариманова | Сакина Нариманова | Сакина Нариманова | Сакина Нариманова     | Сакина Нариманова     |                       |                       | Зохраббану Нариманова | Зохраббану Нариманова | Зохраббану Нариманова | Зохраббану Нариманова | Зохраббану Нариманова         | Зохраббану Нариманова         |                               |                               |                               |                               |                              |                              | Аскер Нариманов              | Аскер Нариманов              | Аскер Нариманов | Аскер Нариманов | Аскер Нариманов            | Аскер Нариманов            |                            |                            | Гевхар Нариманова          | Гевхар Нариманова          | Гевхар Нариманова | Гевхар Нариманова | Гевхар Нариманова  | Гевхар Нариманова  |                    |                    | Рустам Нариманов              | Рустам Нариманов              | Рустам Нариманов              | Рустам Нариманов              | Рустам Нариманов               | Рустам Нариманов               |                                |                                | Нуреддин Нариманов             | Нуреддин Нариманов             | Нуреддин Нариманов | Нуреддин Нариманов | Нуреддин Нариманов | Нуреддин Нариманов |                   |                   | Симузар Нариманова | Симузар Нариманова | Симузар Нариманова | Симузар Нариманова | Симузар Нариманова | Симузар Нариманова |  |  |  |  |  |  |  |  |  |  |  |  |  |  |  |  |  |  |  |  |  |  |  |  |  |  |  |  |  |  |  |  |  |  |  |  |  |  |  |  |
|          |          |          |          |          |          |          |          |                              |                              |                              |                              | Марзия Нариманова            | Марзия Нариманова            | Марзия Нариманова | Марзия Нариманова | Марзия Нариманова            | Марзия Нариманова  |                    |                    | Ризван Нариманов   | Ризван Нариманов   | Ризван Нариманов | Ризван Нариманов | Ризван Нариманов  | Ризван Нариманов  |                   |                   | Сакина Нариманова | Сакина Нариманова | Сакина Нариманова | Сакина Нариманова | Сакина Нариманова     | Сакина Нариманова     |                       |                       | Зохраббану Нариманова | Зохраббану Нариманова | Зохраббану Нариманова | Зохраббану Нариманова | Зохраббану Нариманова         | Зохраббану Нариманова         |                               |                               |                               |                               |                              |                              | Аскер Нариманов              | Аскер Нариманов              | Аскер Нариманов | Аскер Нариманов | Аскер Нариманов            | Аскер Нариманов            |                            |                            | Гевхар Нариманова          | Гевхар Нариманова          | Гевхар Нариманова | Гевхар Нариманова | Гевхар Нариманова  | Гевхар Нариманова  |                    |                    | Рустам Нариманов              | Рустам Нариманов              | Рустам Нариманов              | Рустам Нариманов              | Рустам Нариманов               | Рустам Нариманов               |                                |                                | Нуреддин Нариманов             | Нуреддин Нариманов             | Нуреддин Нариманов | Нуреддин Нариманов | Нуреддин Нариманов | Нуреддин Нариманов |                   |                   | Симузар Нариманова | Симузар Нариманова | Симузар Нариманова | Симузар Нариманова | Симузар Нариманова | Симузар Нариманова |  |  |  |  |  |  |  |  |  |  |  |  |  |  |  |  |  |  |  |  |  |  |  |  |  |  |  |  |  |  |  |  |  |  |  |  |  |  |  |  |
|          |          |          |          |          |          |          |          |                              |                              |                              |                              |                              |                              |                   |                   |                              |                    |                    |                    |                    |                    |                  |                  |                   |                   |                   |                   |                   |                   |                   |                   |                       |                       |                       |                       |                       |                       |                       |                       |                               |                               |                               |                               |                               |                               |                              |                              |                              |                              |                 |                 |                            |                            |                            |                            |                            |                            |                   |                   |                    |                    |                    |                    |                               |                               |                               |                               |                                |                                |                                |                                |                                |                                |                    |                    |                    |                    |                   |                   |                    |                    |                    |                    |                    |                    |  |  |  |  |  |  |  |  |  |  |  |  |  |  |  |  |  |  |  |  |  |  |  |  |  |  |  |  |  |  |  |  |  |  |  |  |  |  |  |  |
|          |          |          |          | Ильтифат | Ильтифат | Ильтифат | Ильтифат | Ильтифат                     | Ильтифат                     |                              |                              |                              |                              |                   |                   | Исмаил Нариманов             | Исмаил Нариманов   | Исмаил Нариманов   | Исмаил Нариманов   | Исмаил Нариманов   | Исмаил Нариманов   |                  |                  |                   |                   |                   |                   | Тура              | Тура              | Тура              | Тура              | Тура                  | Тура                  |                       |                       |                       |                       |                       |                       |                               |                               |                               |                               | Наджаф Нариманов (1919—1943)  | Наджаф Нариманов (1919—1943)  | Наджаф Нариманов (1919—1943) | Наджаф Нариманов (1919—1943) | Наджаф Нариманов (1919—1943) | Наджаф Нариманов (1919—1943) |                 |                 | Юнис Нариманов (1895—1964) | Юнис Нариманов (1895—1964) | Юнис Нариманов (1895—1964) | Юнис Нариманов (1895—1964) | Юнис Нариманов (1895—1964) | Юнис Нариманов (1895—1964) |                   |                   | Газанфар Нариманов | Газанфар Нариманов | Газанфар Нариманов | Газанфар Нариманов | Газанфар Нариманов            | Газанфар Нариманов            |                               |                               | Музаффар Нариманов (1897—1939) | Музаффар Нариманов (1897—1939) | Музаффар Нариманов (1897—1939) | Музаффар Нариманов (1897—1939) | Музаффар Нариманов (1897—1939) | Музаффар Нариманов (1897—1939) |                    |                    | Марина Алексеевна  | Марина Алексеевна  | Марина Алексеевна | Марина Алексеевна | Марина Алексеевна  | Марина Алексеевна  |                    |                    |                    |                    |  |  |  |  |  |  |  |  |  |  |  |  |  |  |  |  |  |  |  |  |  |  |  |  |  |  |  |  |  |  |  |  |  |  |  |  |  |  |  |  |
|          |          |          |          | Ильтифат | Ильтифат | Ильтифат | Ильтифат | Ильтифат                     | Ильтифат                     |                              |                              |                              |                              |                   |                   | Исмаил Нариманов             | Исмаил Нариманов   | Исмаил Нариманов   | Исмаил Нариманов   | Исмаил Нариманов   | Исмаил Нариманов   |                  |                  |                   |                   |                   |                   | Тура              | Тура              | Тура              | Тура              | Тура                  | Тура                  |                       |                       |                       |                       |                       |                       |                               |                               |                               |                               | Наджаф Нариманов (1919—1943)  | Наджаф Нариманов (1919—1943)  | Наджаф Нариманов (1919—1943) | Наджаф Нариманов (1919—1943) | Наджаф Нариманов (1919—1943) | Наджаф Нариманов (1919—1943) |                 |                 | Юнис Нариманов (1895—1964) | Юнис Нариманов (1895—1964) | Юнис Нариманов (1895—1964) | Юнис Нариманов (1895—1964) | Юнис Нариманов (1895—1964) | Юнис Нариманов (1895—1964) |                   |                   | Газанфар Нариманов | Газанфар Нариманов | Газанфар Нариманов | Газанфар Нариманов | Газанфар Нариманов            | Газанфар Нариманов            |                               |                               | Музаффар Нариманов (1897—1939) | Музаффар Нариманов (1897—1939) | Музаффар Нариманов (1897—1939) | Музаффар Нариманов (1897—1939) | Музаффар Нариманов (1897—1939) | Музаффар Нариманов (1897—1939) |                    |                    | Марина Алексеевна  | Марина Алексеевна  | Марина Алексеевна | Марина Алексеевна | Марина Алексеевна  | Марина Алексеевна  |                    |                    |                    |                    |  |  |  |  |  |  |  |  |  |  |  |  |  |  |  |  |  |  |  |  |  |  |  |  |  |  |  |  |  |  |  |  |  |  |  |  |  |  |  |  |
|          |          |          |          |          |          |          |          |                              |                              |                              |                              |                              |                              |                   |                   |                              |                    |                    |                    |                    |                    |                  |                  |                   |                   |                   |                   |                   |                   |                   |                   |                       |                       |                       |                       |                       |                       |                       |                       |                               |                               |                               |                               |                               |                               |                              |                              |                              |                              |                 |                 |                            |                            |                            |                            |                            |                            |                   |                   |                    |                    |                    |                    |                               |                               |                               |                               |                                |                                |                                |                                |                                |                                |                    |                    |                    |                    |                   |                   |                    |                    |                    |                    |                    |                    |  |  |  |  |  |  |  |  |  |  |  |  |  |  |  |  |  |  |  |  |  |  |  |  |  |  |  |  |  |  |  |  |  |  |  |  |  |  |  |  |
| Асья     | Асья     | Асья     | Асья     | Асья     | Асья     |          |          | Ханум                        | Ханум                        | Ханум                        | Ханум                        | Ханум                        | Ханум                        |                   |                   | Газанфар Нариманов           | Газанфар Нариманов | Газанфар Нариманов | Газанфар Нариманов | Газанфар Нариманов | Газанфар Нариманов |                  |                  |                   |                   |                   |                   |                   |                   |                   |                   |                       |                       |                       |                       |                       |                       |                       |                       |                               |                               |                               |                               |                               |                               |                              |                              |                              |                              |                 |                 |                            |                            |                            |                            |                            |                            |                   |                   |                    |                    |                    |                    | Нариман Нариманов (1940—2021) | Нариман Нариманов (1940—2021) | Нариман Нариманов (1940—2021) | Нариман Нариманов (1940—2021) | Нариман Нариманов (1940—2021)  | Нариман Нариманов (1940—2021)  |                                |                                | Рауф                           | Рауф                           | Рауф               | Рауф               | Рауф               | Рауф               |                   |                   |                    |                    |                    |                    |                    |                    |  |  |  |  |  |  |  |  |  |  |  |  |  |  |  |  |  |  |  |  |  |  |  |  |  |  |  |  |  |  |  |  |  |  |  |  |  |  |  |  |
| Асья     | Асья     | Асья     | Асья     | Асья     | Асья     |          |          | Ханум                        | Ханум                        | Ханум                        | Ханум                        | Ханум                        | Ханум                        |                   |                   | Газанфар Нариманов           | Газанфар Нариманов | Газанфар Нариманов | Газанфар Нариманов | Газанфар Нариманов | Газанфар Нариманов |                  |                  |                   |                   |                   |                   |                   |                   |                   |                   |                       |                       |                       |                       |                       |                       |                       |                       |                               |                               |                               |                               |                               |                               |                              |                              |                              |                              |                 |                 |                            |                            |                            |                            |                            |                            |                   |                   |                    |                    |                    |                    | Нариман Нариманов (1940—2021) | Нариман Нариманов (1940—2021) | Нариман Нариманов (1940—2021) | Нариман Нариманов (1940—2021) | Нариман Нариманов (1940—2021)  | Нариман Нариманов (1940—2021)  |                                |                                | Рауф                           | Рауф                           | Рауф               | Рауф               | Рауф               | Рауф               |                   |                   |                    |                    |                    |                    |                    |                    |  |  |  |  |  |  |  |  |  |  |  |  |  |  |  |  |  |  |  |  |  |  |  |  |  |  |  |  |  |  |  |  |  |  |  |  |  |  |  |  |
|          |          |          |          |          |          |          |          |                              |                              |                              |                              |                              |                              |                   |                   | Эльдар Нариманов (1944—2021) |                    |                    |                    |                    |                    |                  |                  |                   |                   |                   |                   |                   |                   |                   |                   |                       |                       |                       |                       |                       |                       |                       |                       |                               |                               |                               |                               |                               |                               |                              |                              |                              |                              |                 |                 |                            |                            |                            |                            |                            |                            |                   |                   |                    |                    |                    |                    |                               |                               |                               |                               |                                |                                |                                |                                |                                |                                |                    |                    |                    |                    |                   |                   |                    |                    |                    |                    |                    |                    |  |  |  |  |  |  |  |  |  |  |  |  |  |  |  |  |  |  |  |  |  |  |  |  |  |  |  |  |  |  |  |  |  |  |  |  |  |  |  |  |

## Оценки деятельности
Нелестную характеристику деятельности Нариманова дает О. Г. Шатуновская, бывший секретарь руководителя Бакинского совнаркома, в ту пору секретарь ЦК комсомола. По свидетельству Шатуновской, Нариманов активно препятствовал национализации земли, пытаясь использовать своё служебное положение в личных целях: «Когда второй раз пришла советская власть, Нариманов завладел особняками. Рабочие ЧОНа (частей особого назначения) протестовали, требовали, чтобы в них были детские дома. В то время из сорока губерний России привозили тысячи голодающих детей… Когда мы говорили об этом в Москве, нам сказали: „Мы это знаем, ничего. Пока пусть он будет“… Нариманов был нужен, чтобы придать азербайджанский облик новому советскому правительству Азербайджана, в котором слишком мало было сколько-нибудь заметных азербайджанцев. Большинство образованных азербайджанцев бежали от советской власти в Иран и впоследствии остались в эмиграции. А Нариманов все-таки был известный человек, писатель. И он нужен был как вывеска. Поэтому, до известной меры, его терпели».
Патриарх советского востоковедения М. Л. Вельтман (М. П. Павлович) называл Нариманова самым выдающимся деятелем пробудившегося Востока.
Видный советский востоковед В. А. Гурко-Кряжин писал, что триумфом деятельности Нариманова явилось то, что за все время его деятельности в советском Азербайджане не произошло ни одного столкновения на национальной почве.
Будущий полпред СССР в Саудовской Аравии Н. Т. Тюрякулов видел заслугу Нариманова в том, что он, как литератор, имел мужество в смутные времена проводить в своих произведениях идею братства на Кавказе.

## Память
- В честь Нариманова были выпущены почтовые марки СССР и Азербайджана.
- В 1965 году памятник Нариманову был установлен в Сумгаите (архитекторы Э. Исмайлов, Ф. Леонтьева)[77], а в 1972 году — в Баку (скульптор Дж. Карягды)[78].  Памятник Нариман Нариманову (1977, п-т Нариманова, Ульяновск);
- В 1977 году в Баку был открыт Мемориальный музей Наримана Нариманова.
- О жизни Наримана Нариманова был снят фильм «Звёзды не гаснут»[79], в главной роли — Владимир Самойлов.
- Писатель Мирза Ибрагимов создал роман-эпопею «Пэр-ванэ», посвящённой жизни и революционной деятельности Нариманова[80].
- Мемориальная доска Нариман Нариманова установлена в Баку, на стене дома, в котором жил Нариманов. Ныне в этом здании расположен первый корпус Национального музея искусств Азербайджана.
- В Баку на доме по улице Наджафгулу Рафиева, где Нариманов с 1914 по 1917 год работал врачом установлена мемориальная доска. Сейчас здесь расположен Азербайджанский музей медицины[81].
- Мемориальная доска Нариманова установлена на стене дома в Москве (улица Поварская, № 11), где жил Нариманов.
- 28 мая 2013 года состоялось открытие мемориальной доски Нариманова в Казани, на доме № 52 по ул. Наримана Нариманова[82].
- Дом-музей Наримана Нариманова находился в Тбилиси, на улице Мирзы Шафи Вазеха. В декабре 2008 года во время строительных работ дом был разрушен, а в январе 2009 — между Азербайджаном и Грузией было подписано соглашение о восстановлении дома[83]. В июне 2017 года после реставрации состоялось открытие дома-музея Наримана Нариманова[84].

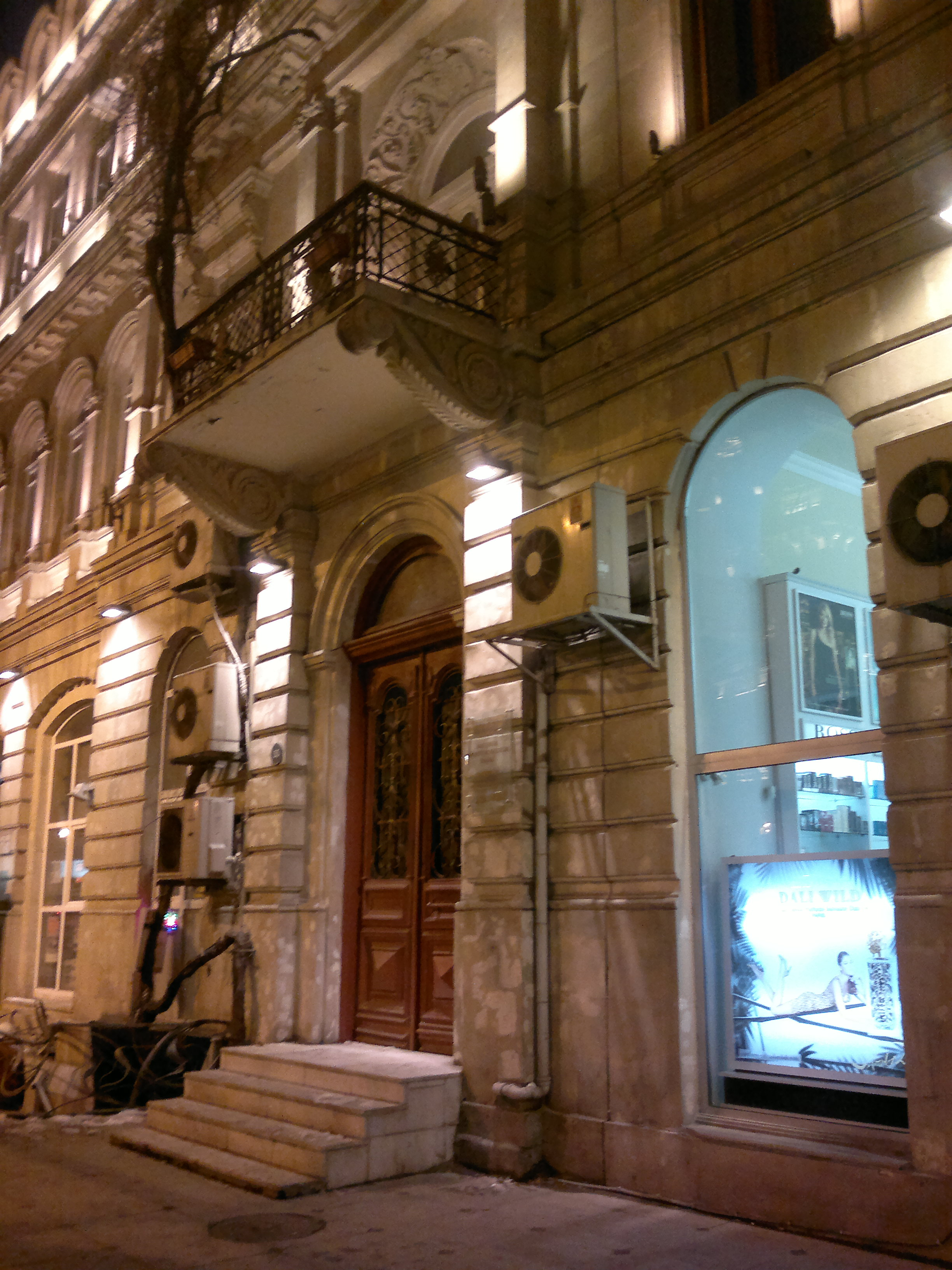
Здание мемориального музея Наримана Нариманова в Баку.
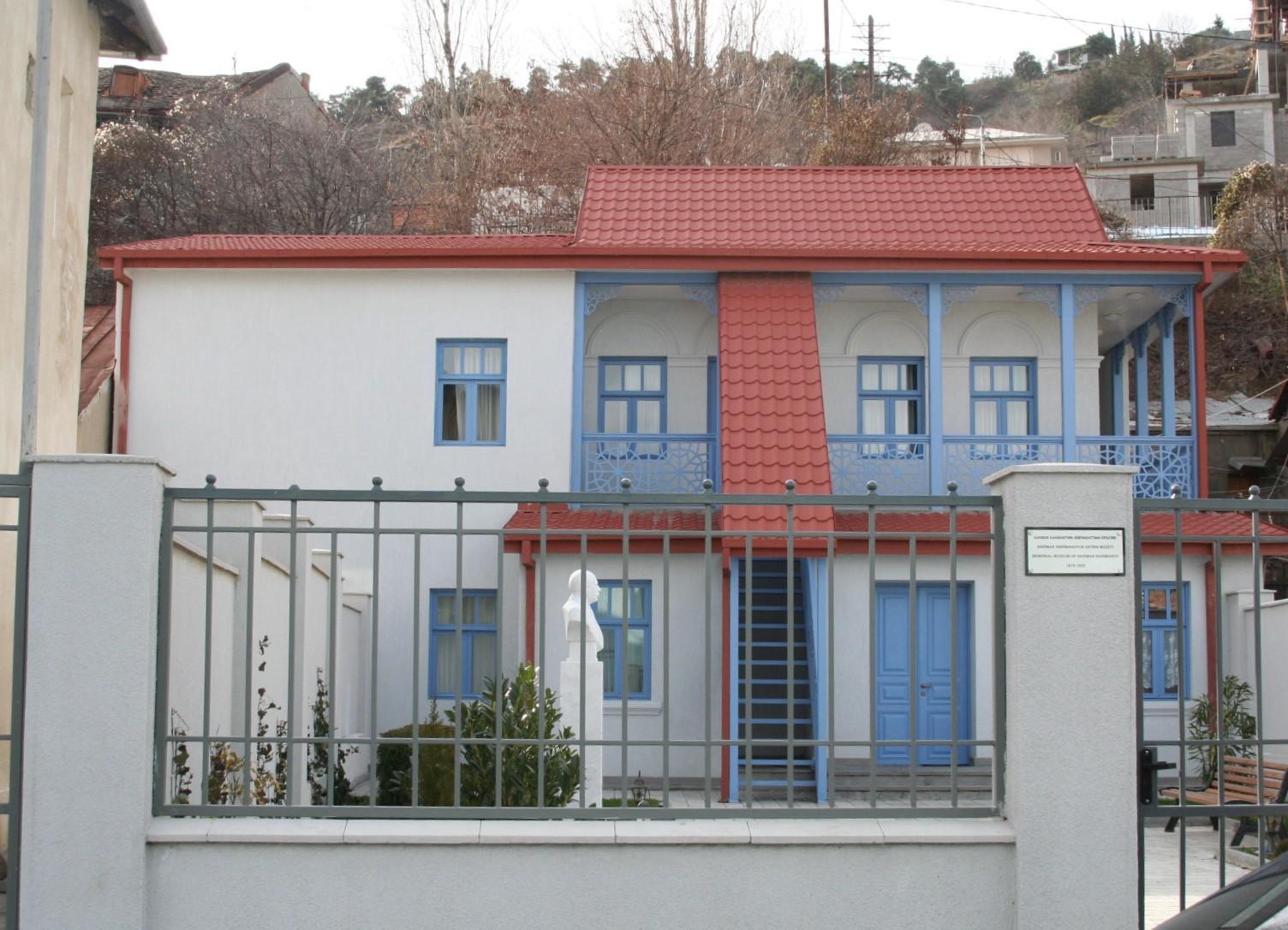
Здание дома-музея Наримана Нариманова в Тбилиси
Мемориальная доска на стене здания в Баку, где Нариманов с 1914 по 1917 год работал врачом
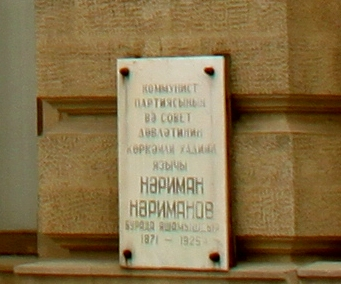
Мемориальная доска Нариманова на стене дома в Баку, в котором жил Нариманов. Ныне в этом здании расположен первый корпус Национального музея искусств Азербайджана
Мемориальная доска Нариманова на стене дома в Москве (улица Поварская, № 11), где жил Нариманов
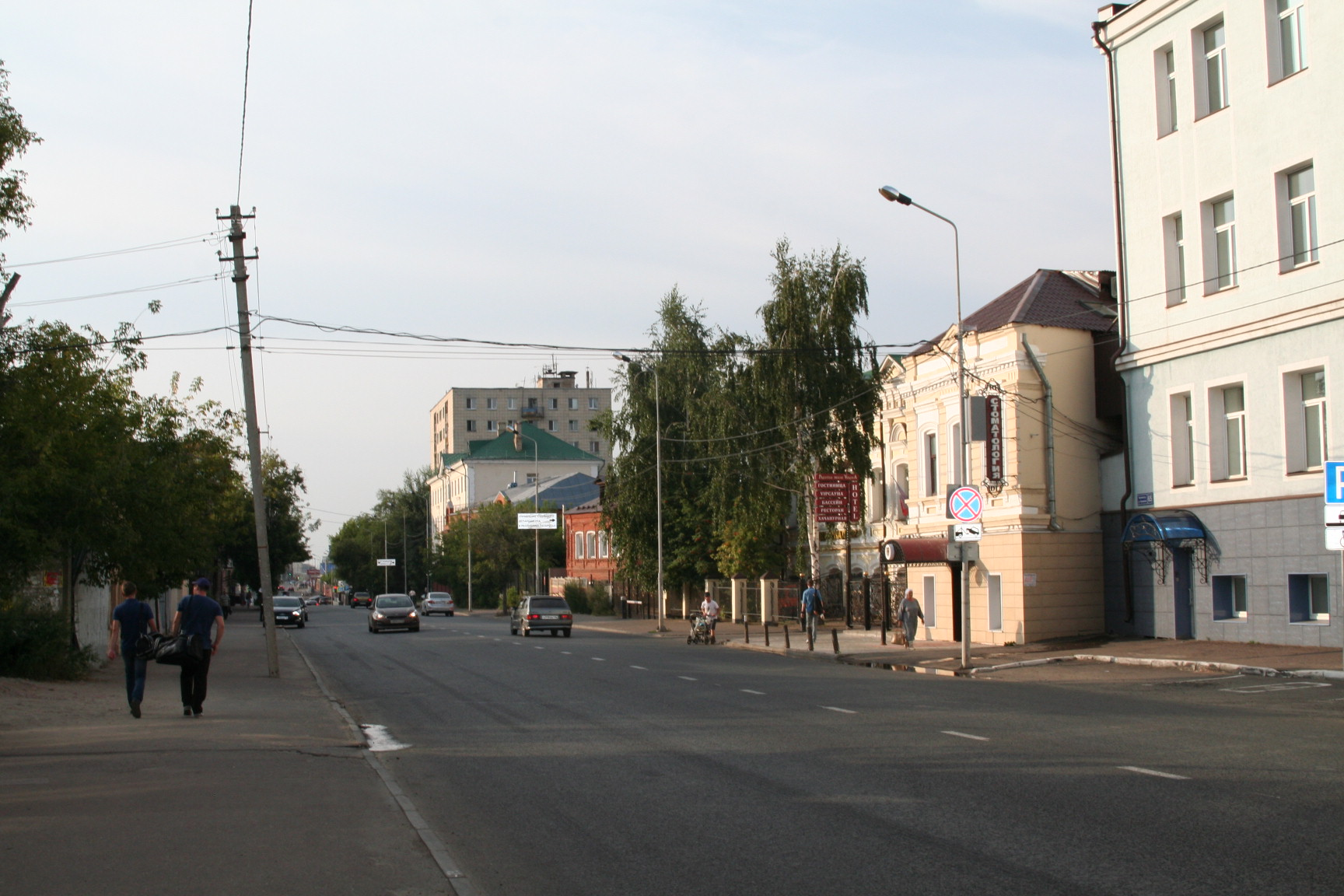
Улица Нариманова в Казани

### Объекты, названные в честь Н. Нариманова

Мозаичное панно с изображением Наримана Нариманова на станции метро «Нариман Нариманов» в Баку

- Посёлок в Волгоградской области (Россия).
- Город и одноимённый район в Астраханской области (Россия)[85].
- Азербайджанский медицинский университет[86].
- В 1924 году село Гусейн Кули Агалу в Варденисском районе Армянской ССР было переименовано в честь Нариманова в Нариманлу[87] (с 1991 года — Шатван).
- Саринский рыбокомбинат в Ленкоранском районе (Азербайджан)[88].
- Бакинская детская клиническая больница[89].
- Улицы в городах
  - России (Москве[90] , Казани, Астрахани, Волжском, Костроме, Ростове-на-Дону, Воронеже, Касимове, Шатуре, Вичуге, Бузулуке и Набережных Челнах)
  - Азербайджана (Гяндже, Имишли)
  - Казахстан (Шымкент, Костанай)
- Улица в посёлке Чернянка Белгородской области (Россия).
- Проспект, район, станция метро, парк, обувная фабрика, платформа пригородных поездов (до 2017 года - Монтино) и кинотеатр в Баку
- Проспект (см. Проспект Нариманова (Ульяновск)) и площадь в Ульяновске.
- Аэропорт «Нариманово» (до 2016 года)[91] в Астрахани (Россия).
- Дом культуры в Шатуре.
- Центральный парк в Кусарах (Азербайджан).
- Населённые пункты Азербайджана
  - Сёла Нариманлы в Шамкирском и Геранбойском
  - Нариманкенд в Билясуварском, Гобустанском, Кедабекском и Сабирабадском
  - Посёлок городского типа Нариманабад в Ленкоранском[88] и деревня с таким же названием в Евлахском районах Азербайджана.
- Футбольный стадион в Нефтчале[англ.].
- Колхозы в Кулинском районе Дагестана и Володарском районе Астраханской области.
- Городская средняя школа № 9 в Евлахском районе Азербайджана.
- Школа № 2 имени Наримана Нариманова в городе Худат.
- Школа № 5 имени Нариманова в городе Каракол, Киргизия
- Московский институт востоковедения
- В 1981 году его имя было присвоено посёлку в Узбекистане[85] (ныне город Пайарык).
- Колхоз имени Нариманова в селе Пица, Нижегородской области.
- Улица в Одессе (ныне — Валиховский переулок)

### Памятники Нариману Нариманову

Памятник Нариманову перед Домом культуры, носящим его имя. Сумгаит. Скульптор Мир-Али Мир-Касимов
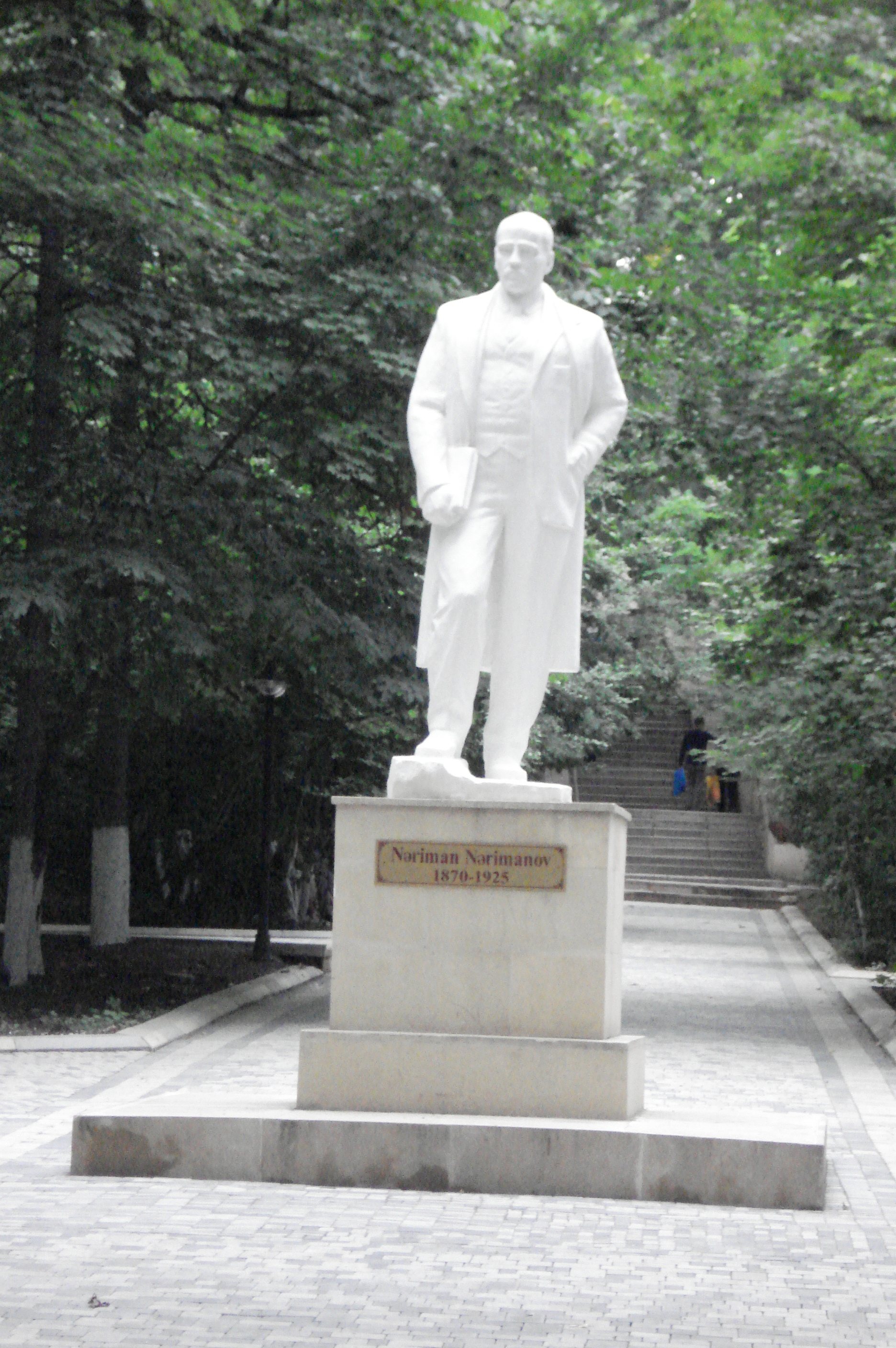
Памятник в Кусарах
Памятник в Баку
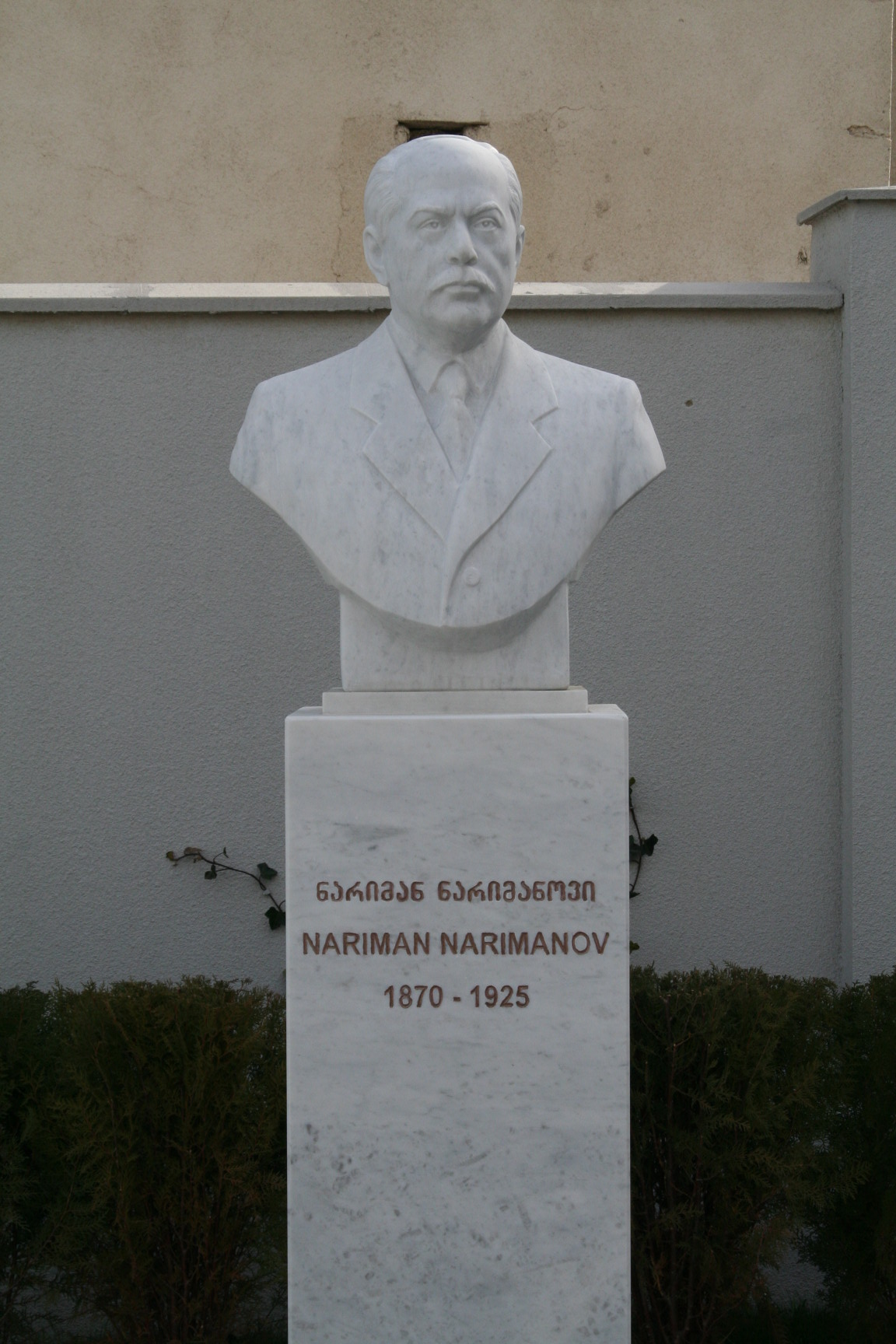
Памятник в Тбилиси

### Образ Н. Нариманова в кино
- 1971 — Звезды не гаснут (реж. А. Ибрагимов) — Владимир Самойлов.
- 1981 — Послезавтра, в полночь (реж. А. Бабаев) — Мелик Дадашев.

### В филателии

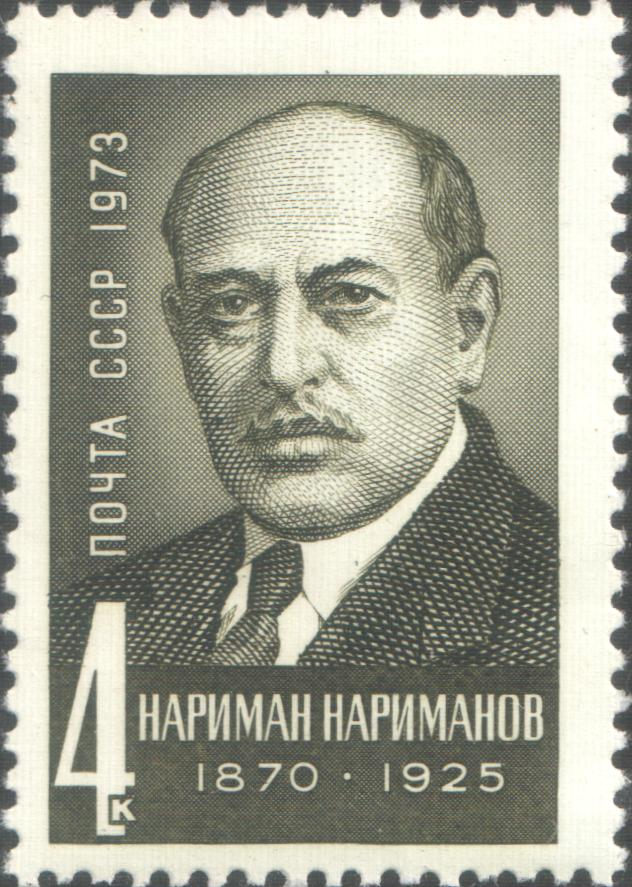
Почтовая марка СССР, 1973 год
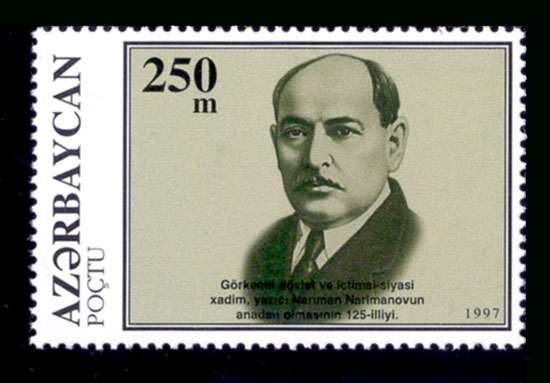
Почтовая марка Азербайджана, 1997 год

- В 1989 году Министерством связи СССР издан художественный маркированный конверт — Ульяновск. ПАМЯТНИК НАРИМАНУ НАРИМАНОВУ[92].

## Награды и звания
- Бронзовая медаль (1897) — за добросовестную работу в гимназии[93]
- Орден Станислава III степени (1899)[93]
- Орден Красного Знамени (1921)[94]
- Почётный Пролетарский нагрудный знак Азербайджанской ССР[95]
- Почётный гражданин Дагестанской АССР[96]